# منف
| mn · n | nfr | f · r | O24 | niwt |

| mn · n | nfr | f · r | O24 | niwt |

منف (أو من نفر) ((بالإنجليزية:  مَمفيس)‏
(بالقبطية: ⲙⲉⲙϥⲓ)‏; (باليونانية: Μέμφις)‏) كانت مدينة مصرية قديمة والعاصمة القديمة لـ إنب-حج، أول مقاطعات مصر السفلى التي كانت تُعرف باسم mḥw (الشمال). تقع أطلالها بالقرب من مدينة ميت رهينة الحديثة، على بعد 20 كم (12 ميل) جنوب الجيزة في القاهرة الكبرى، مصر.

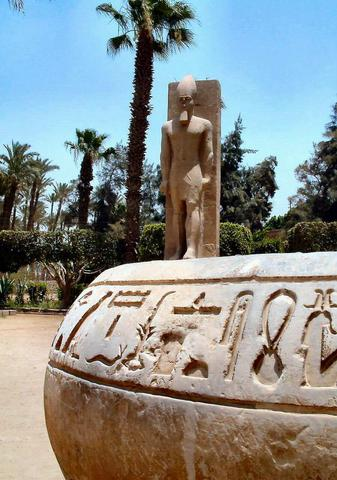
منف، تمثال لرمسيس الثاني.

وفقًا للأساطير التي رواها في أوائل القرن الثالث قبل الميلاد مانيتون، وهو كاهن ومؤرخ عاش في المملكة البطلمية خلال الفترة الهلنستية في مصر القديمة، فإن المدينة تأسست على يد الملك مينا. كانت عاصمة مصر القديمة، خلال المملكة المصرية القديمة وظلت مدينة مهمة في جميع أنحاء التاريخ المصري القديم. احتلت موقعًا إستراتيجيًا عند مصب دلتا النيل، وكانت موطنًا للنشاط الصاخب. تميز ميناؤها الرئيسي، بيرو نفر، بكثافة عالية من الورش والمصانع والمستودعات التي كانت توزع المواد الغذائية والبضائع في جميع أنحاء المملكة القديمة. خلال عصرها الذهبي، ازدهرت منف كمركز إقليمي للتجارة والدين.
يُعتقد أن منف تمتعت بحماية الإله بتاح، شفيع الحرفيين. كان المعبد العظيم، «حت كا بتاح» (بمعنى «قصر كا بتاح»، أحد أبرز المباني في المدينة. يُعتقد أن اسم هذا المعبد، المكتوب باليونانية باسم «Aἴγυπτoς (إيجيبتوس)» من قبل مانيتون، هو الأصل الاشتقاقي للاسم الإنجليزي الحديث «إيجيبت».
يرتبط تاريخ منف ارتباطًا وثيقًا بتاريخ البلاد نفسها. يُعتقد أن انهياره في نهاية المطاف كان بسبب فقدان أهميته الاقتصادية في أواخر العصور القديمة، بعد صعود مدينة الإسكندرية. تضائلت أهمية منف الدينية بعد التخلي عن الدين القديم في أعقاب مرسوم تسالونيكي في 380 بعد الميلاد الذي فرض تبني نيقية المسيحية في جميع أنحاء الإمبراطورية الرومانية فقط.
اليوم، تقدم أطلال العاصمة السابقة أدلة مجزأة على ماضيها. إلى جانب مجمع الأهرام في الجيزة، وقد تم الحفاظ عليها على أنها موقع تراث عالمي منذ عام 1979. الموقع مفتوح للجمهور باعتباره متحفًا في الهواء الطلق.

## أسماء المواقع الجغرافية
| mn · n | nfr | f · r | O24 | niwt |

| mn · n | nfr | f · r | O24 | niwt |

كان لمنف عدة أسماء خلال تاريخها الذي يقارب أربعة آلاف عام. كان اسمها المصري القديم  إنب-حج  (تُرجم باسم «الجدران البيضاء» ).
بسبب حجمها، وكانت المدينة تُعرف أيضًا بأسماء أخرى مختلفة، مثل أسماء الأحياء التي كانت تتمتع بشهرة كبيرة في وقت أو آخر. على سبيل المثال، وفقًا لنص الفترة الانتقالية الأولى،  كان يُعرف باسم جد سوت («الأماكن الأبدية»)، وهو اسم هرم تيتي.
في وقت ما، تمت الإشارة إلى المدينة باسم عنخ تاوي (بمعنى «حياة الأرضين»)، مما يؤكد الموقع الإستراتيجي للمدينة بين مصر العليا ومصر السفلى. يبدو أن هذا الاسم يعود إلى المملكة المصرية الوسطى (حوالي 2055 - 1640 قبل الميلاد)، وكثيراً ما يوجد في النصوص المصرية القديمة. يؤكد بعض العلماء أن هذا الاسم كان لمنطقة تحتوي على شجرة مقدسة تقع في الحي الغربي من المدينة الذي يقع بين معبد بتاح الكبير والمقابر في سقارة.
في بداية المملكة المصرية الحديثة (حوالي 1550 قبل الميلاد)، أصبحت المدينة تُعرف باسم منفر (تعني «دائمة وجميلة»)، والتي أصبحت ممفي (ⲙⲉⲙ ϥ ⲓ) باللغة القبطية. الاسم «ممفيس» (φιςμφις) هو التعديل اليوناني للاسم الذي أطلقوه على هرم بيبي الأول الواقع غرب المدينة.
أثناء محاولته رسم التاريخ المصري القديم والعناصر الدينية في تقاليد المصريين القدماء، أوضح الشاعر اليوناني هسيود في «ثيوغونيا» اسم المدينة بالقول إن منف كانت ابنة إله النهر اليوناني نيلوس وزوجة إبافوس (ابن زيوس وآيو)، اللذين أسسا المدينة وأطلق عليها اسم زوجته.
في الكتاب المقدس، تُدعى منف «موف» أو «نوف».

## السمات

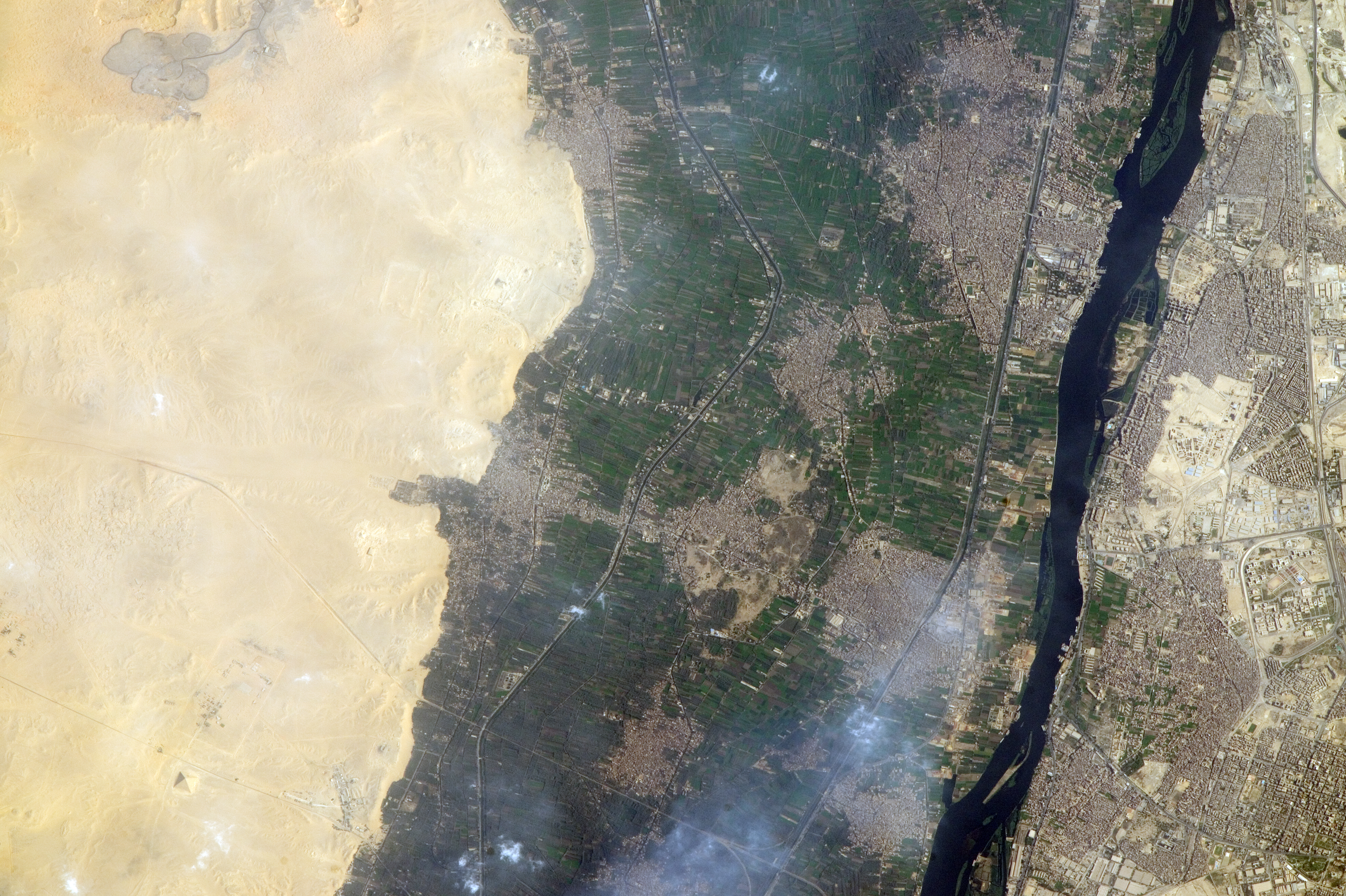
منف ومقبرتها في سقارة كما تُرى من محطة الفضاء الدولية

### الموقع
تقع مدينة منف على بعد 20 كم (12 ميل) جنوب القاهرة، على الضفة الغربية لنهر النيل. مدن وبلدات ميت رهينة الحديثة، دهشور، أبو صير، أبو غراب، زاوية العريان، جنوب القاهرة، كلها تقع داخل الحدود الإدارية التاريخية لمنف (). كانت المدينة أيضًا المكان الذي رسم الحدود بين مصر العليا ومصر السفلى. (المقاطعة الثانية والعشرون من مصر العليا والأولى من مصر السفلى).

### السكان
اليوم، بصمة المدينة القديمة غير مأهولة. أقرب مستوطنة حديثة هي بلدة ميت رهينة. تختلف تقديرات الحجم التاريخي للسكان اختلافًا كبيرًا بين المصادر. وفقًا لـ ترتيوس تشاندلر، كان عدد سكان ممفيس حوالي 30000 نسمة وكانت إلى حد بعيد أكبر مستوطنة في جميع أنحاء العالم منذ وقت تأسيسها حتى 2250 قبل الميلاد تقريبًا ومن 1557 إلى 1400 قبل الميلاد. يعتبر K. A. بارد أكثر حذرًا ويقدر عدد سكان المدينة بحوالي 6000 نسمة خلال المملكة المصرية القديمة.

## التاريخ

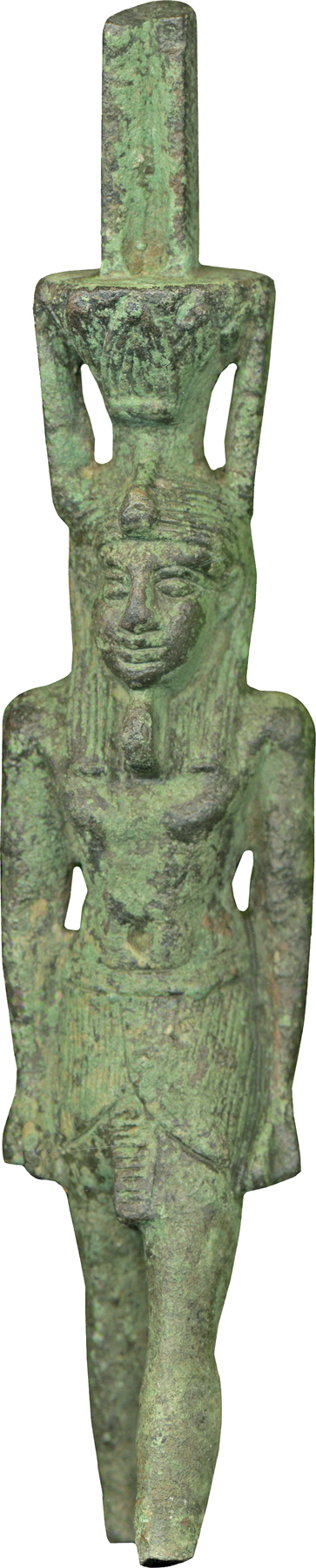
كائن طقوسي يصور الإله نفرتم، الذي كان يُعبد بشكل أساسي في منف، متحف والترز الفني

خلال المملكة المصرية القديمة، أصبحت منف عاصمة لمصر القديمة لأكثر من ثماني مرات متتالية. بلغت المدينة ذروة هيبتها في عهد الأسرة المصرية السادسة كمركز لعبادة بتاح إله الخلق والأعمال الفنية. المرمر أبو الهول الذي يحرس معبد بتاح بمثابة نصب تذكاري لقوة المدينة وهيبتها السابقين. شكل ثالوث منف، المكون من الإله الخالق بتاح، وزوجته سخمت، وابنهما نفرتيم، المحور الرئيسي للعبادة في المدينة.
تراجعت مكانة منف بعد الأسرة المصرية الثامنة عشر مع صعود طيبة والمملكة المصرية الحديثة، لكنها أعيد إحياؤها في عهد الفرس، قبل أن تتراجع بقوة في المرتبة الثانية بعد تأسيس الإسكندرية تحت حكم الإمبراطورية الرومانية، ظلت الإسكندرية أهم مدينة مصرية. وظلت منف ثاني مدن مصر حتى إنشاء الفسطاط عام 641 م بعد الفتح الإسلامي لمصر. بعد ذلك تم التخلي عنها إلى حد كبير وأصبحت مصدرًا للحجر للمستوطنات المحيطة. كانت لا تزال مجموعة من الأطلال المهيبة في القرن الثاني عشر، لكنها سرعان ما أصبحت أكثر بقليل من مساحة من الأنقاض المنخفضة والحجارة المتناثرة.

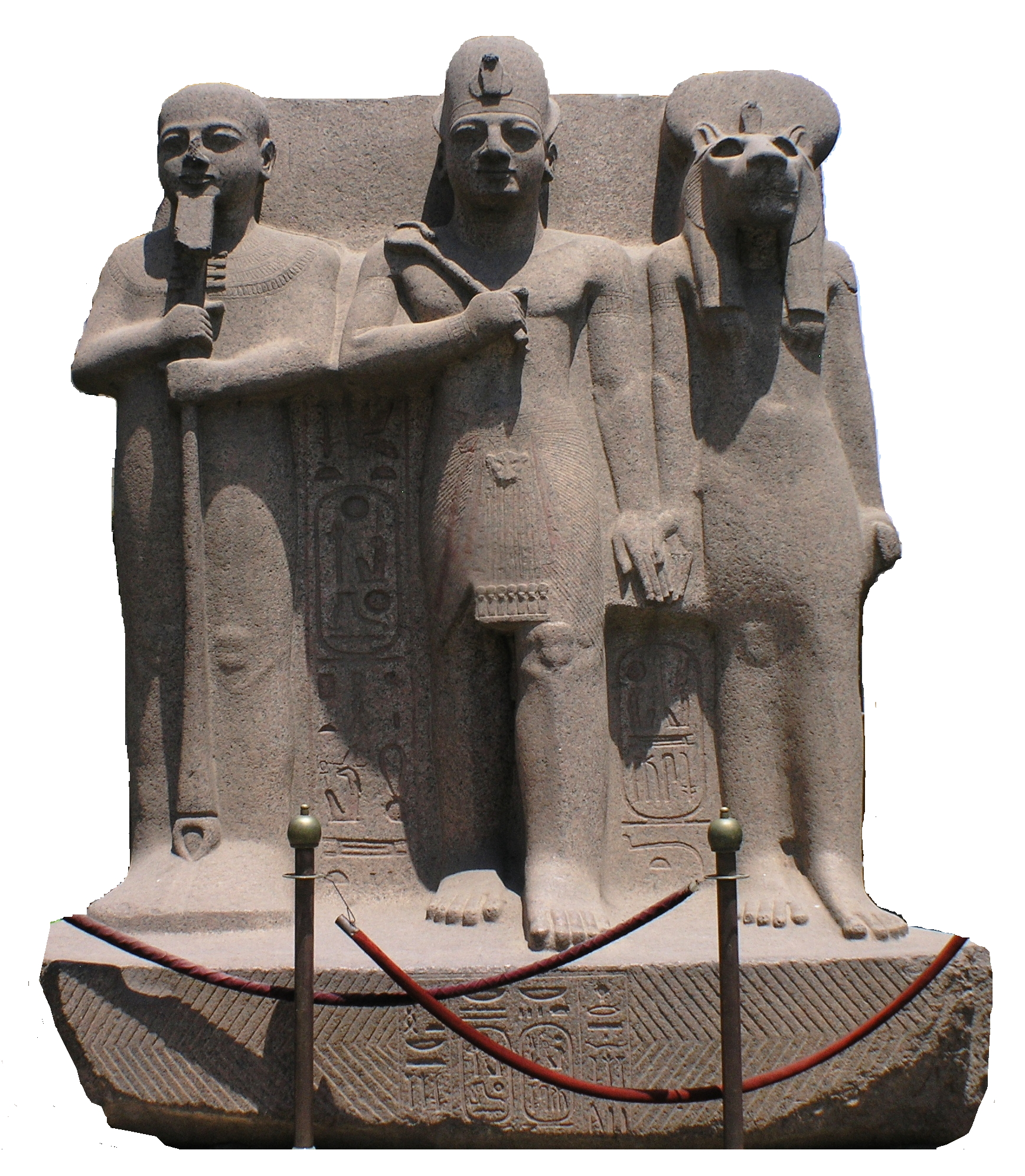
رمسيس الثاني يحيط به بتاح وسخمت

### التاريخ الأسطوري
كانت الأسطورة التي سجلها مانيتون هي أن مينا، أول ملك يوحد الأرضين، أسس عاصمته على ضفاف النيل عن طريق تحويل النهر بالسدود. المؤرخ اليوناني هيرودوت، الذي يروي قصة مماثلة، يروي أنه خلال زيارته للمدينة، أصبح للفرس، في تلك المرحلة، المتسلطين للبلاد اهتمام خاص بحالة هذه السدود حتى تم إنقاذ المدينة من الفيضان السنوي. لقد تم الافتراض بأن مينا ربما كان ملكًا أسطوريًا، على غرار رومولوس في روما. يقترح بعض العلماء أن مصر أصبحت على الأرجح موحدة من خلال الحاجة المتبادلة، وتطوير العلاقات الثقافية والشراكات التجارية، على الرغم من أنه لا جدال في أن أول عاصمة لمصر الموحدة كانت مدينة منف. حدد بعض علماء المصريات مينا الأسطوري مع نارمر التاريخي، الذي تم تمثيله في لوحة نارمر غزا أراضي دلتا النيل في الوجه البحري ونصّب نفسه ملكًا. تم تأريخ هذه اللوحة إلى حوالي القرن الحادي والثلاثين قبل الميلاد، وبالتالي، سيكون مرتبطًا بأسطورة توحيد مصر بواسطة مينا. ومع ذلك، في عام 2012 تم اكتشاف نقش يصور زيارة الملك ما قبل الأسرات إري حور إلى منف في سيناء. نظرًا لأن إري حور يسبق نارمر بجيلين، فلا يمكن أن يكون الأخير هو مؤسس المدينة.

### المملكة المصرية القديمة
لا يُعرف الكثير عن المدينة في المملكة المصرية القديمة. كانت عاصمة الولاية للملوك الأقوياء الذين حكموا من منف من تاريخ الأسرة المصرية الأولى. وفقًا لمانيتون، خلال السنوات الأولى من حكم مينا، كان مقر السلطة بعيدًا عن الجنوب، في ثينيس. وبحسب مانيثو، فإن المصادر القديمة تشير إلى أن «الجدران البيضاء» (إينب هيدج) أو «قلعة الجدار الأبيض» قد أسسها مينا. من المحتمل أن الملك أسس نفسه هناك للتحكم بشكل أفضل في الاتحاد الجديد بين المملكتين اللتين كانتا متنافستين في السابق. مجمع زوسر من الأسرة المصرية الثالثة، الواقع في المقبرة القديمة في سقارة، سيكون عندئذ الغرفة الجنائزية الملكية، التي تضم جميع العناصر الضرورية للملكية: المعابد والأضرحة والمحاكم الاحتفالية والقصور والثكنات.
بدأ العصر الذهبي مع الأسرة المصرية الرابعة، والتي يبدو أنها عززت الدور الأساسي لمنف كمقر إقامة ملكي حيث حصل الحكام على التاج المزدوج، وهو المظهر الإلهي لتوحيد الأرضين. تم الاحتفال بالتتويج واليوبيل مثل عيد سد في معبد بتاح. تم العثور على العلامات المبكرة لمثل هذه الاحتفالات في غرف زوسر.
خلال هذه الفترة، ظهر رجال الدين في معبد بتاح إلى الوجود. تتضح أهمية المعبد من خلال مدفوعات الطعام والسلع الأخرى اللازمة للطقوس الجنائزية لكبار الشخصيات الملكية والنبلاء. تم الاستشهاد أيضًا بالمعبد في السجلات المحفوظة على حجر باليرمو، وبدءًا من عهد منقرع، نعرف أسماء كبار الكهنة لمنف الذين بدأوا العمل في أزواج، على الأقل حتى عهد تيتي.
كانت الهندسة المعمارية لهذه الفترة مشابهة لتلك التي شوهدت في مقبرة الجيزة الملكية من الأسرة الرابعة، حيث كشفت الحفريات الأخيرة أن التركيز الأساسي للمملكة في ذلك الوقت كان يتركز على بناء المقابر الملكية. اقتراح قوي لهذه الفكرة هو أصل اسم المدينة نفسها، والذي يطابق هرم بيبي الأول من الأسرة المصرية السادسة. كانت منف آنذاك وريثة لممارسة فنية ومعمارية طويلة، شجعتها باستمرار آثار العهود السابقة.

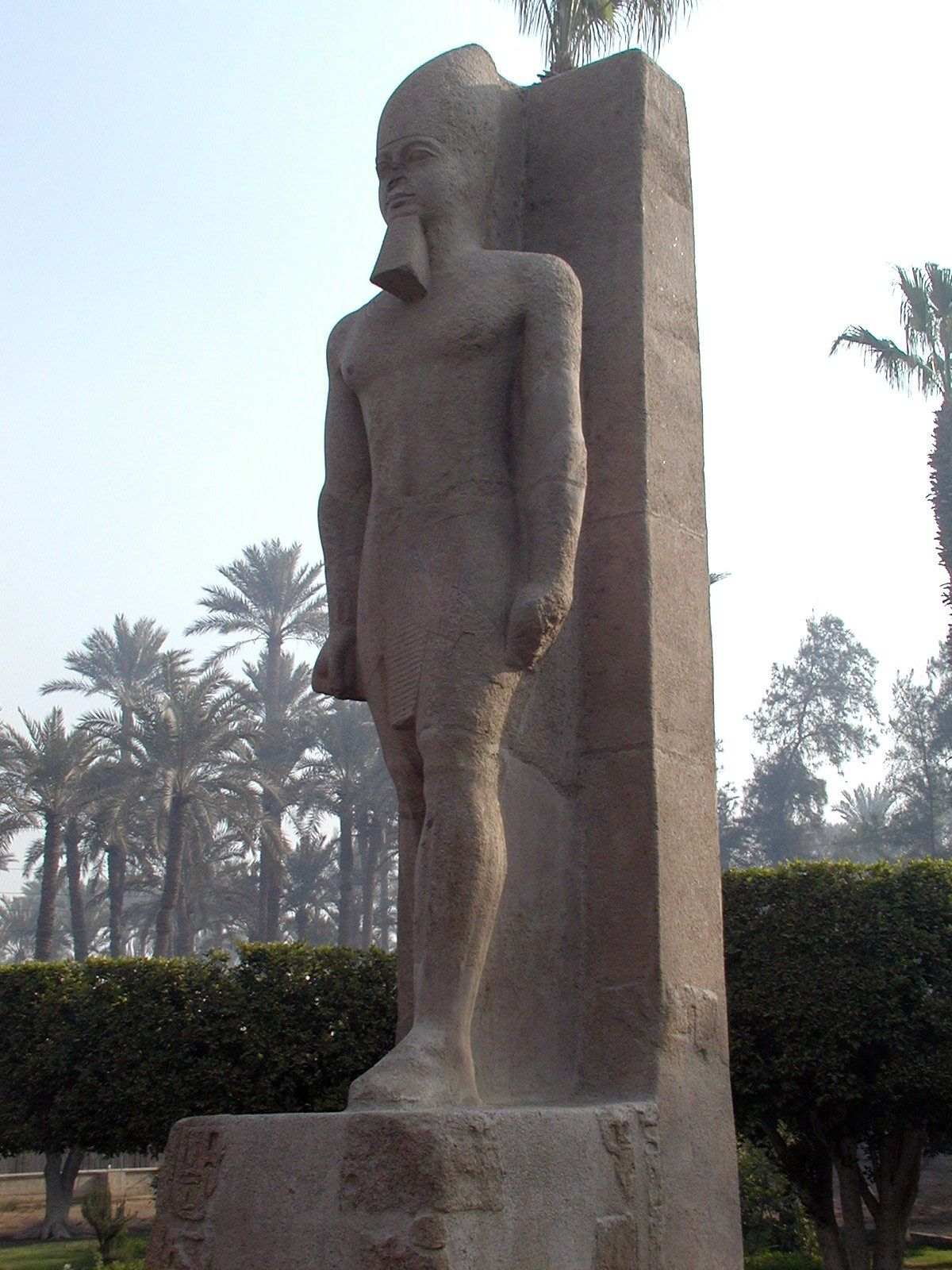
منحوتة من عصر الدولة الوسطى باسم رمسيس الثاني

كل هذه المقابر كانت محاطة بمعسكرات يسكنها الحرفيون والعمال، وهي مخصصة حصريًا لبناء المقابر الملكية. منتشرة على عدة كيلومترات ممتدة في جميع الاتجاهات، شكلت منف مدينة ضخمة حقيقية، مع المعابد المتصلة بالتيمنوس المقدس، والموانئ المتصلة بالطرق والقنوات. وهكذا امتد محيط المدينة تدريجياً إلى امتداد حضري شاسع. ظل مركزها حول مجمع معبد بتاح.

### المملكة المصرية الوسطى
في بداية المملكة المصرية الوسطى، انتقلت عاصمة وبلاط الملك إلى طيبة في الجنوب، تاركين منف لبعض الوقت. على الرغم من أن مقر السلطة السياسية قد تغير، إلا أن منف ربما ظلت أهم مركز تجاري وفني، كما يتضح من اكتشاف مناطق ومقابر الحرف اليدوية، الواقعة غرب معبد بتاح.
كما تم العثور على بقايا تشهد على التركيز المعماري لهذا الوقت. ذكرت مائدة قرابين كبيرة من الجرانيت نيابة عن أمنمحات الأول قيام الملك بإنشاء مزار للإله بتاح، سيد الحقيقة. تم العثور على كتل أخرى مسجلة باسم أمنمحات الثاني لاستخدامها كأساس للوحات متراصة كبيرة تسبق أبراج رمسيس الثاني. كما عُرف عن هؤلاء الملوك أنهم أمروا ببعثات تعدين أو غارات أو حملات عسكرية خارج الحدود، ونصبوا نصبًا تذكارية أو تماثيل لتكريس الآلهة، كما يتضح من خلال لجنة تسجل الأعمال الرسمية للديوان الملكي خلال هذا الوقت. في أنقاض معبد بتاح، توجد كتلة باسم سنوسرت الثاني تحمل نقشًا يشير إلى تكليف معماري كهدية لآلهة منف. بالإضافة إلى ذلك، فإن العديد من التماثيل التي تم العثور عليها في الموقع، والتي تم ترميمها لاحقًا من قبل ملوك المملكة المصرية الحديثة، تُنسب إلى ملوك الأسرة المصرية الثانية عشر. ومن الأمثلة على ذلك، العملاقان الحجريان اللذان تم انتشالهما وسط أنقاض المعبد، واللذان تم ترميمهما لاحقًا تحت اسم رمسيس الثاني.
أخيرًا، وفقًا للتقليد الذي سجله هيرودوت،  وديودور،  أمنمحات الثالث بنى البوابة الشمالية لمعبد بتاح. تم العثور بالفعل على بقايا منسوبة إلى هذا الملك أثناء الحفريات التي أجراها في هذه المنطقة فلندرز بيتري، الذي أكد الارتباط. وتجدر الإشارة أيضًا إلى أنه خلال هذا الوقت، تم بناء مصطبة كبار كهنة بتاح بالقرب من الأهرامات الملكية في سقارة، مما يدل على أن الملوك ورجال الدين في منف في ذلك الوقت كانوا مرتبطين ارتباطًا وثيقًا. استمرت الأسرة المصرية الثالثة عشر في هذا الاتجاه، ودُفن بعض ملوك هذا الخط في سقارة، مما يدل على احتفاظ ممفيس بمكانتها في قلب النظام الملكي.
مع غزو الهكسوس وصعودهم إلى السلطة عام 1650 قبل الميلاد، تعرضت مدينة منف للحصار. بعد الاستيلاء عليها، تم تفكيك أو نهب أو إتلاف العديد من الآثار والتماثيل للعاصمة القديمة من قبل ملوك الهكسوس، الذين نقلوها فيما بعد لتزيين عاصمتهم الجديدة في أفاريس. استعاد رمسيس الثاني معظم هذه الآثار لاحقًا لتزيين عاصمته الجديدة في بر-رمسيس. في وقت لاحق، تم نقلهم مرة أخرى خلال الفترة الانتقالية الثالثة إلى تانيس، وتم العثور على العديد منهم متناثرين بين أنقاض العواصم القديمة المختلفة في البلاد. تم الكشف عن أدلة على الدعاية الملكية ونسبت إلى ملوك طيبة من الأسرة المصرية السابعة عشر، الذين بدأوا إعادة فتح المملكة بعد نصف قرن.

### المملكة المصرية الحديثة
وهكذا افتتحت الأسرة المصرية الثامنة عشر بانتصار طيبة على الغزاة. على الرغم من أن عهدي أمنحتب الثاني (حكم من 1427 - 1401 قبل الميلاد) وتحتمس الرابع (حكم من 1401 - 1391 قبل الميلاد) شهدوا تركيزًا ملكيًا كبيرًا في منف، ولكن بالنسبة للأغلبية، بقيت السلطة في الجنوب. مع فترة السلام الطويلة التي تلت ذلك، سيطر الازدهار مرة أخرى على المدينة التي استفادت من موقعها الإستراتيجي. كان تعزيز العلاقات التجارية مع الإمبراطوريات الأخرى يعني أن ميناء بيرو نيفر (تعني حرفيا «رحلة بون») أصبح بوابة للمملكة للمناطق المجاورة، بما في ذلك جبيل والشام.
في المملكة الحديثة، أصبحت منف مركزًا لتعليم الأمراء الملكيين وأبناء النبلاء. أمنحتب الثاني، الذي ولد ونشأ في منف، تم تعيينه - الكاهن الأكبر على الوجه البحري - في عهد والده. تلقى ابنه تحتمس الرابع حلمه الشهير والمسجل أثناء إقامته كأمير شاب في منف. خلال استكشافه للموقع، حدد كارل ريتشارد ليبسيوس سلسلة من الكتل والأعمدة المكسورة باسم تحتمس الرابع إلى الشرق من معبد بتاح. كان عليهم أن ينتموا إلى مبنى ملكي، على الأرجح قصر احتفالي.
تأسيس معبد عشتروت، والذي أخطأ هيرودوت في وصفه بأنه مكرس للإلهة اليونانية أفروديت، وقد يرجع أيضًا إلى الأسرة الثامنة عشر وتحديداً عهد أمنحتب الثالث (حكم 1386 – 1351 قبل الميلاد). كان أعظم عمل لهذا الملك في منف، مع ذلك، معبد يسمى «نبماترا متحدة مع بتاح»، والتي استشهدت بها العديد من المصادر من فترة حكمه، بما في ذلك المصنوعات اليدوية التي تذكر أعمال هوي، مضيف منف. لم يتم تحديد موقع هذا المعبد بدقة، ولكن تم العثور على عدد من كتل الكوارتزيت البنية الخاصة به قد أعيد استخدامها من قبل رمسيس الثاني (1279 - 1213 قبل الميلاد) لبناء المعبد الصغير لـ بتاح. هذا يقود بعض علماء المصريات إلى اقتراح أن المعبد الأخير قد تم بناؤه فوق موقع الأول.
وفقًا للنقوش الموجودة في منف، أسس أخناتون (حكم من 1351 - 1334 قبل الميلاد؛ أمنحتب الرابع سابقًا) معبد آتون في المدينة. تم الكشف عن غرفة دفن أحد كهنة هذه الطائفة في سقارة. خليفته توت عنخ آمون (حكم 1332 - 1323 قبل الميلاد؛ توت عنخ آتون سابقًا) نقل البلاط الملكي من عاصمة أخناتون أخيتاتون («أفق آتون») إلى منف قبل نهاية السنة الثانية من حكمه. أثناء وجوده في منف، بدأ توت عنخ آمون فترة ترميم المعابد والتقاليد التي أعقبت عصر الديانة الآتونية، والتي أصبحت تعتبر هرطقة.
تقع مقابر كبار المسؤولين في عهده، مثل حورمحب ومايا، في سقارة، على الرغم من دفن حورمحب في وادي الملوك بعد أن حكم ملكًا (حكم من 1319 إلى 1292 قبل الميلاد). كان قائدا للجيش في عهد توت عنخ آمون وآي. كان مايا مشرفًا على الخزانة في عهد توت عنخ آمون وآي وحورمحب. كان آي رئيسًا لوزراء توت عنخ آمون، وخلفه كملك (حكم من 1323 إلى 1319 قبل الميلاد). ولتعزيز سلطته، تزوج أرملة توت عنخ آمون عنخ إسن آمون، وهي الثالثة من بنات أخناتون ونفرتيتي الستة. مصيرها مجهول. وبالمثل، عزز حورمحب سلطته عندما تزوج من موتنجمت أخت نفرتيتي.
هناك أدلة على أن المدينة طورت أهمية جديدة في المجال السياسي في عهد رمسيس الثاني من خلال قربها من العاصمة الجديدة بر-رمسيس. كرس الملك العديد من المعالم الأثرية في منف وزينها برموز عظيمة للمجد. مرنبتاح (حكم من 1213 إلى 1203 قبل الميلاد)، شيد خليفته القصر وطور الجدار الجنوبي الشرقي لمعبد بتاح. في الجزء الأول من الأسرة المصرية التاسعة عشر، تلقت منف امتيازات الاهتمام الملكي، وهذه الأسرة هي الأكثر وضوحًا بين أنقاض المدينة اليوم.

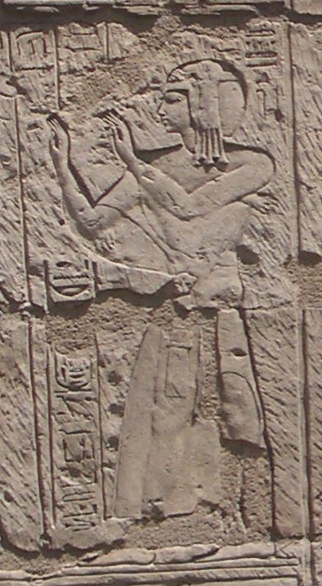
يمثل نقش بارز كاهن بتاح الأكبر، شيشنق د

مع الأسرتين الحادية والعشرين والثانية والعشرين، هناك استمرار للتطور الديني الذي بدأه رمسيس. لا يبدو أن منف قد عانت من تدهور خلال الفترة الانتقالية الثالثة، التي شهدت تغييرات كبيرة في الجغرافيا السياسية للبلاد. وبدلاً من ذلك، من المحتمل أن الملوك عملوا على تطوير عبادة منف في عاصمتهم الجديدة تانيس، إلى الشمال الشرقي. في ضوء بعض البقايا التي تم العثور عليها في الموقع، من المعروف أن هناك معبد بتاح. تم الاستشهاد بـ سي أمون على أنه بنى معبدًا مخصصًا لـ آمون، والذي عثر على بقاياه بواسطة فليندرز بيتري في أوائل القرن العشرين، في جنوب مجمع معبد بتاح.
وفقًا للنقوش التي تصف أعماله المعمارية، قام شيشنق الأول (حكم 943 - 922 قبل الميلاد)، مؤسس الأسرة الثانية والعشرين، ببناء الفناء الأمامي والبوابة لمعبد بتاح، وهو نصب أطلق عليه اسم "قلعة ملايين السنين" لشيشنق، محبوب آمون ". كانت العبادة الجنائزية المحيطة بهذا النصب، والمعروفة جيدًا في المملكة الحديثة، لا تزال تعمل لعدة أجيال بعد إنشائها في المعبد، مما دفع بعض العلماء إلى اقتراح أنه ربما احتوى على حجرة الدفن الملكية للملك. أمر شيشنق أيضًا ببناء ضريح جديد للإله آبيس، مكرسًا بشكل خاص للمراسم الجنائزية التي قُتل فيها الثور قبل أن يتم تحنيطه.
تم العثور على مقبرة لكبار كهنة منف، يرجع تاريخها تحديدًا إلى الأسرة الثانية والعشرين، غرب المنتدى. تضمنت مصلى مخصص لبتاح على يد أمير شوشنق، ابن اوسركون الثاني (حكم 872 - 837 قبل الميلاد)، تم العثور على قبره في سقارة عام 1939 بواسطة بيير مونتي. يظهر المصلى حاليًا في حدائق المتحف المصري في القاهرة، خلف ثلاثة من تمثال رمسيس الثاني العملاق، وهي أيضًا من منف.

### الفترة المتأخرة
خلال الفترة الانتقالية الثالثة والفترة المتأخرة، غالبًا ما كانت منف مسرحًا لنضالات تحرر من الأسرات المحلية ضد قوى الاحتلال، مثل الكوشيين، والآشوريون والفرس. شهدت حملة بعنخي المظفرة، حاكم الكوشيين، تأسيس الأسرة المصرية الخامسة والعشرين، التي كان مقر سلطتها في نبتة. تم تسجيل غزو بعنخي لمصر على نصب النصر في معبد آمون في جبل البركل. بعد الاستيلاء على منف، قام بترميم المعابد والعبادات المهملة خلال عهد الملوك الليبيين. عُرف خلفاؤه ببناء المصليات في الزاوية الجنوبية الغربية لمعبد بتاح.
كانت منف في قلب الاضطرابات التي سببها التهديد الآشوري. شكلت المدينة تحت حكم طهارقة القاعدة الحدودية للمقاومة، والتي سرعان ما انهارت مع تراجع الملك الكوشي إلى النوبة. استولى الملك الآشوري أسرحدون، بدعم من بعض الأمراء المصريين الأصليين، على منف عام 671 قبل الميلاد. عاد أسرحدون إلى عاصمته نينوى، ونصب شاهدة نصر وبمجرد مغادرة الملك تقريبًا، تمردت مصر على الحكم الآشوري.

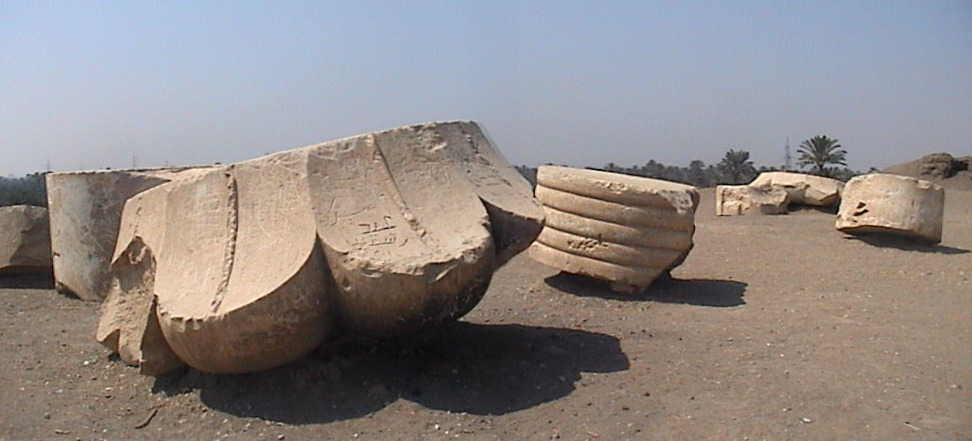
أطلال قصر أبريس في منف

في آشور، خلف آشوربانيبال والده واستأنف الهجوم على مصر. في غزو واسع النطاق في عام 664 قبل الميلاد، تعرضت مدينة منف للهجوم والغزو، وتم ملاحقة الملك تنوت أماني في النوبة وهزم، مما وضع نهاية نهائية لحكم الكوشيين على مصر. ثم عادت السلطة إلى الأسرة السادسة والعشرين وطردوا الآشوريين من مصر وصدو غزو البابليين، أعادوا بناء المباني وحتى المحصنة في المدينة، كما هو موثق من القصر الذي بناه أبريس في كوم تومان.
ولكن على الرغم من ذلك تم غزو مصر ومنف من بلاد فارس من قبل الملك قمبيز في 525 قبل الميلاد بعد معركة الفرما. تحت حكم الفرس، تم الحفاظ على الهياكل في المدينة وتقويتها، وأصبحت منف المقر الإداري للاحتلال الفارسي. تم تثبيت حامية فارسية بشكل دائم داخل المدينة، ربما في سور الشمال العظيم، بالقرب من قصر أبريس المهيمن. كشفت الحفريات التي قام بها فلندرز بيتري أن هذا القطاع يشمل مستودعات الأسلحة. لما يقرب من قرن ونصف، ظلت المدينة عاصمة ولاية مصرية الفارسية وأصبحت رسميًا واحدة من بؤر التجارة في الأراضي الشاسعة التي غزاها الأخمينيون.
تمثل اللوحات المخصصة لـ آبيس في سرابيوم سقارة، بتكليف من الملك الحاكم، عنصرًا رئيسيًا في فهم أحداث هذه الفترة. كما هو الحال في العصر المتأخر، ازداد حجم سراديب الموتى التي دُفنت فيها بقايا الثيران المقدسة تدريجياً، واتخذت فيما بعد مظهرًا هائلاً يؤكد نمو أقنوم الطائفة في جميع أنحاء البلاد، وخاصة في منف وجبانتها. وهكذا، يبدو أن النصب التذكاري الذي خصصه قمبيز الثاني يدحض شهادة هيرودوت، الذي يضفي على الغزاة موقفًا إجراميًا من عدم احترام التقاليد المقدسة.
جاءت الصحوة القومية مع صعود السلطة، ولو لفترة وجيزة، لـ أميرتايوس في 404 قبل الميلاد، الذي أنهى الاحتلال الفارسي الأول لمصر. ثم هُزِم وأُعدم في منف في أكتوبر 399 قبل الميلاد على يد نفريتس الأول، مؤسس الأسرة المصرية التاسعة والعشرين. تم تسجيل الإعدام في وثيقة بردية آرامية (بردية بروكلين 13). نقل نفريتس العاصمة إلى منديس، في الدلتا الشرقية، وفقدت منف مكانتها في المجال السياسي. احتفظت، مع ذلك، بأهميتها الدينية والتجارية والاستراتيجية، وكان لها دور فعال في مقاومة المحاولات الفارسية لإعادة احتلال مصر.
في عهد نختنبو الأول، بدأ برنامج إعادة بناء كبير للمعابد في جميع أنحاء البلاد. في منف، أعيد بناء جدار جديد قوي لمعبد بتاح، وأدخلت تطورات على المعابد والمصليات داخل المجمع. في غضون ذلك، بدأ نختنبو الثاني، مع استمرار عمل سلفه، في بناء ملاذات كبيرة، خاصة في مقبرة سقارة، وزينها بالأبراج والتماثيل والطرق المعبدة التي تصطف على جانبيها صفوف من تماثيل أبي الهول. على الرغم من جهوده لمنع احتلال الفرس للبلاد، فقد استسلم لغزو واسع النطاق عام 343 قبل الميلاد، وهزم في معركة الفرما. انسحب نختنبو الثاني جنوباً إلى منف، حيث فرض الإمبراطور دارا الثالث حصاراً، مما أجبر الملك على الفرار إلى مصر العليا، وفي النهاية إلى النوبة.
تحررت مدينة منف لفترة قصيرة هي وجزء كبير من مصر السفلى تحت حكم الملك الثائر خباباش (338 إلى 335 قبل الميلاد) يتضح من تابوت ثور أبيس يحمل اسمه، والذي تم اكتشافه في سقارة منذ عامه الثاني. استعادت جيوش دارا الثالث السيطرة على المدينة في النهاية.
شهدت منف في الفترة المتأخرة غزوات متكررة تلتها عمليات تحرير متتالية. كانت محاصرة عدة مرات، وكانت مسرحًا للعديد من أكثر المعارك دموية في تاريخ البلاد. على الرغم من دعم حلفائهم اليونانيين في تقويض هيمنة الأخمينيين، إلا أن البلاد سقطت في أيدي الغزاة، ولم تعد منف عاصمة الأمة مرة أخرى. في عام 332 قبل الميلاد جاء الإغريق، الذين سيطروا على البلاد من الفرس، ولم ترَ مصر أبدًا حاكمًا محليًا جديدًا يتولى العرش حتى ثورة 23 يوليو (على الرغم من وجود فترات
عديدة استطاع فيها المصريون حكم أجزاء كبيرة من بلادهم طوال التاريخ).

### الفترة البطلمية

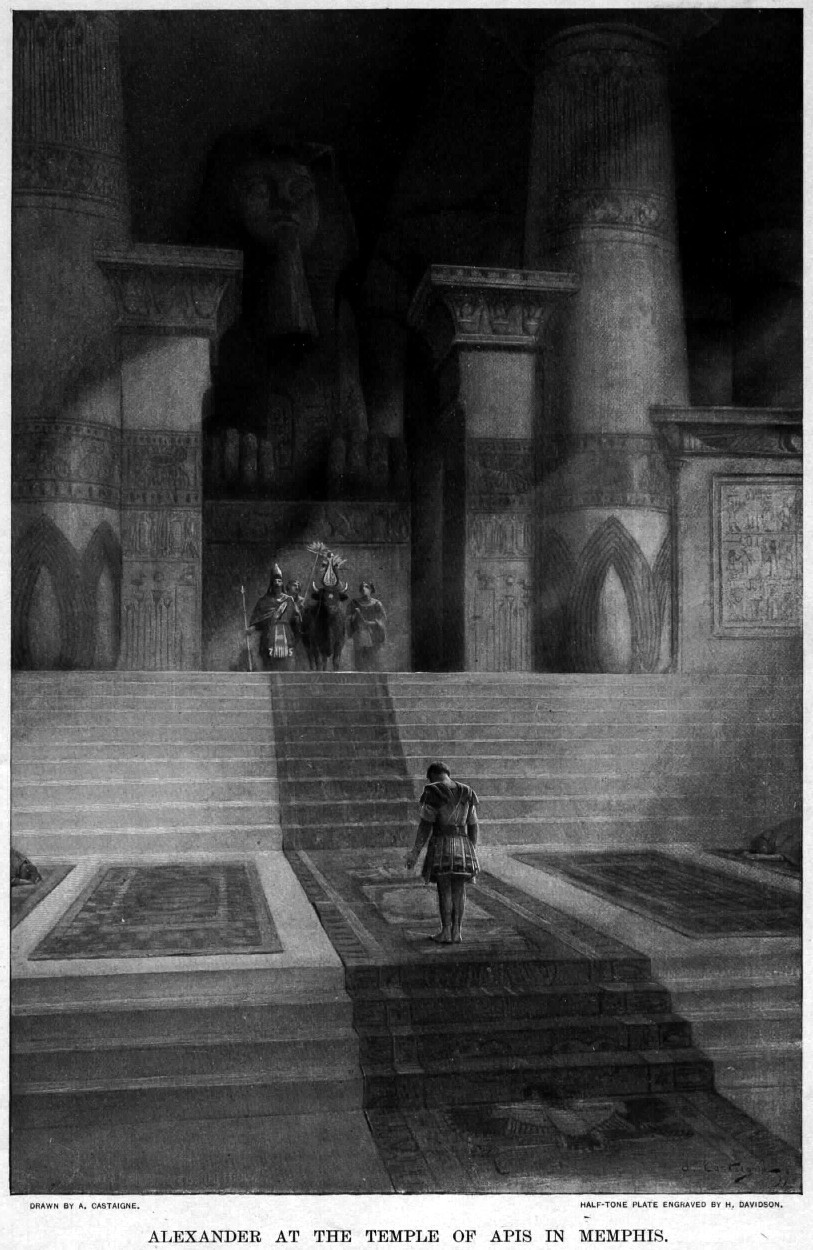
"الإسكندر في معبد أبيس في ممفيس"، بقلم أندريه كاستيني (1898-1899)

في عام 332 قبل الميلاد، توج الإسكندر الأكبر ملكًا في معبد بتاح، إيذانًا ببدء الفترة الهلنستية. احتفظت المدينة بمكانة بارزة، خاصة الدينية، طوال الفترة التي أعقبت استيلاء أحد جنرالاته، بطليموس الأول، على السلطة. عند وفاة الإسكندر في بابل (323 قبل الميلاد)، بذل بطليموس جهدًا كبيرًا في اقتناء جسده ونقله إلى منف. بدعوى أن الملك قد أعرب رسميًا عن رغبته في الدفن في مصر، حمل جثة الإسكندر إلى قلب معبد بتاح، وقام الكهنة بتحنيطه. حسب العرف، أكد الملوك في مقدونيا حقهم في العرش بدفن سلفهم. قام بطليموس الثاني فيما بعد بنقل التابوت الحجري إلى الإسكندرية، حيث شيد قبر ملكي لدفنه. فُقد الموقع الدقيق للمقبرة منذ ذلك الحين. وفقًا لـ كلوديوس أيليانوس، تنبأ الرائي أريستندر بأن الأرض التي دُفن فيها الإسكندر «ستكون سعيدة وغير قابلة للفساد إلى الأبد».
هكذا بدأ المملكة البطلمية، والتي بدأت خلالها المدينة في التدهور التدريجي. كان بطليموس الأول أول من أدخل عبادة سيرابيس في مصر، وأسس طائفته في سقارة. من هذه الفترة يعود تاريخ العديد من التطورات في سقارة سيرابيوم، بما في ذلك بناء غرفة الشعراء، وكذلك `` دروموس  التي تزين المعبد، والعديد من عناصر العمارة المستوحاة من اليونانية. امتدت سمعة الطائفة إلى ما وراء حدود البلاد، ولكن طغت عليها لاحقًا سرابيوم (الإسكندرية)، التي بناها خلفاؤه على شرف بطليموس.
صدرت مراسيم ممفيس في 216 و 196 قبل الميلاد، عن طريق بطليموس الرابع وبطليموس الخامس على التوالي. اجتمع وفود من رجال الدين الرئيسيين في المملكة في السينودوس، تحت رعاية رئيس كهنة بتاح وبحضور الملك، لتأسيس السياسة الدينية للبلاد لسنوات قادمة، وكذلك فرض الرسوم والضرائب، وإنشاء أسس جديدة، وتكريم الحكام البطالمة. تم نقش هذه المراسيم على لوحة تذكارية في ثلاثة نصوص ليقرأها ويفهمها الجميع: الديموطيقية، الهيروغليفية، اليونانية. وأشهر هذه اللوحات هي حجر رشيد، والتي سمحت بفك رموز الخط المصري القديم في القرن التاسع عشر. كانت هناك لوحات أخرى ، جنائزية هذه المرة ، تم اكتشافها في الموقع والتي نقلت المعرفة بنسب رجال الدين الأعلى في منف ، وهي سلالة من كبار كهنة بتاح. احتفظ النسب بعلاقات قوية مع العائلة المالكة في الإسكندرية ، لدرجة أن الزيجات حدثت بين بعض كبار الكهنة وأميرات البطالمة ، مما زاد من قوة الالتزام بين العائلتين.

### الانحدار والتخلي
مع وصول الرومان، فقدت منف، مثل طيبة، مكانتها بشكل دائم لصالح الإسكندرية، التي فتحت على الإمبراطورية الرومانية. أدى ظهور عبادة سيرابيس، الإله التوفيقي الأكثر ملاءمة لعقلية حكام مصر الجدد، وظهور المسيحية التي تضرب بجذورها في عمق البلاد، إلى الخراب الكامل للطوائف القديمة لمنف.
خلال الفترتين البيزنطية والقبطية تضاءلت مكانة المدينة تدريجياً وانخفضت أهميتها. ثم تحولت بعد ذلك إلى مقلع استخدمت أحجار منه لبناء مستوطنات جديدة قريبة منها عاصمة جديدة أسسها العرب الذين فتحوا مصر في القرن السابع الميلادي. تم وضع أساسات الفسطاط والقاهرة فيما بعد، وكلاهما مبنيان في أقصى الشمال، بحجارة المعابد المفككة وجبانة منف القديمة. في القرن الثالث عشر الميلادي، وصف المؤرخ العربي عبد اللطيف، عند زيارته للموقع، عظمة الآثار وشهد عليها.
 على الرغم من التغيير المتكرر للحكومات التي تحملت نير الحروب والمعارك، والآلام العظيمة التي بذلتها أكثر من أمة لتدميرها، لتكتسح آخر أثر لها من وجه الأرض لإزالة الحجارة والمواد التي شيدت منها، وتشويه التماثيل التي تزينها ؛ على الرغم من كل ما فعلته أكثر من أربعة آلاف سنة بالإضافة إلى الإنسان، فإن هذه الآثار لا تزال تقدم لعين الناظر مجموعة من الأعاجيب التي تحير الحواس والتي يجب أن تفشل الأقلام الأكثر مهارة في وصفها. كلما تفكرنا في هذه المدينة بعمق، زاد إعجابنا، وكل نظرة جديدة على الأنقاض هي مصدر جديد للبهجة... أنقاض منف تحمل رحلة نصف يوم في كل اتجاه. 
على الرغم من أن البقايا اليوم لا تُقارن بما شهده المؤرخ العربي، إلا أن شهادته ألهمت عمل العديد من علماء الآثار. استطاعت المسوحات والتنقيبات الأولى في القرن التاسع عشر الميلادي والعمل المكثف لـ فلندرز بيتري إظهار القليل من المجد السابق للعاصمة القديمة. أُدرجت ممفيس وجبانتها، التي تضم مقابر جنائزية صخرية ومصاطب ومعابد وأهرامات، في قائمة التراث العالمي لليونسكو في عام 1979.

## بقايا
خلال عصر المملكة المصرية الحديثة، وخاصة في عهد حكام الأسرة التاسعة عشر، ازدهرت منف من حيث القوة والحجم، لتنافس طيبة على الصعيدين السياسي والمعماري. يمكن العثور على مؤشر لهذا التطور في معبد سيتي الأول المخصص لعبادة بتاح. بعد أكثر من قرن من الحفريات في الموقع، تمكن علماء الآثار تدريجياً من تأكيد تخطيط وتوسيع المدينة القديمة.

### معبد بتاح الكبير

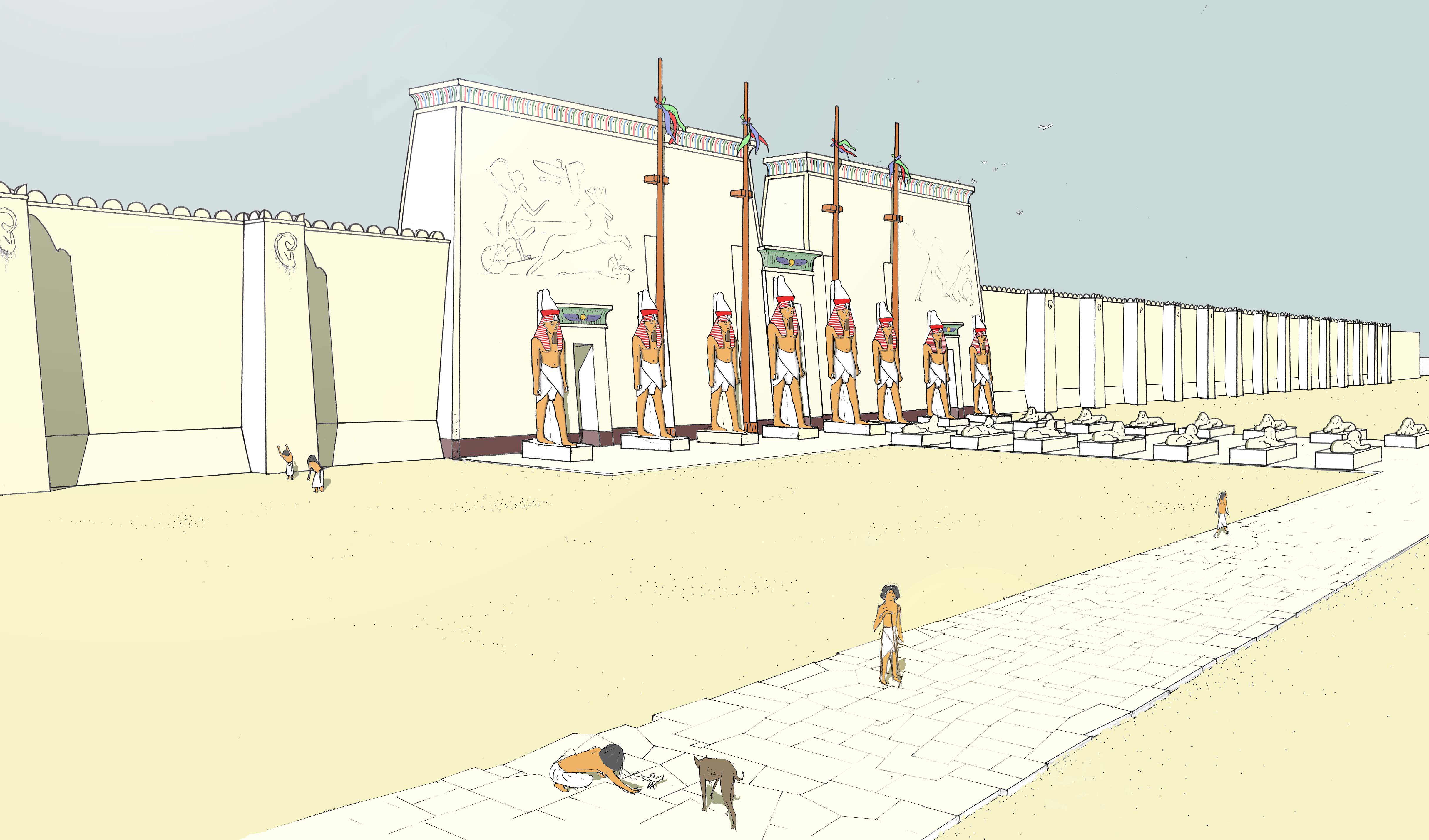
رسم الفنان للفناء الأمامي الغربي لمعبد بتاح العظيم في منف

معبد الحوت كا بتاح،  مخصص لعبادة الإله الخالق بتاح، كان أكبر وأهم معبد في منف القديمة. كان من أبرز المباني في المدينة، حيث احتل مساحة كبيرة داخل وسط المدينة. تم إثراء المعبد بقرون من التبجيل، وكان أحد أماكن العبادة الثلاثة الأولى في مصر القديمة، والأخرى هي المعابد العظيمة لـ رع في أون، وآمون في طيبة.
يأتي الكثير مما هو معروف اليوم عن المعبد القديم من كتابات هيرودوت، الذي زار الموقع في وقت الاحتلال الفارسي الأول لمصر، بعد فترة طويلة من سقوط المملكة الحديثة. ادعى هيرودوت أن المعبد قد أسسه مينا، وأن المبنى الأساسي للمجمع كان مقصورًا على الكهنة والملوك. ومع ذلك، فإن روايته لا تعطي وصفًا ماديًا للمجمع. كشفت الأعمال الأثرية التي تم الاضطلاع بها في القرن الماضي عن أنقاض المعبد تدريجيًا، وكشفت عن مجمع ضخم محاط بأسوار يمكن الوصول إليه من خلال عدة بوابات ضخمة تقع على طول الجدران الجنوبية والغربية والشرقية.
المظهر المحدد للمعبد غير واضح في الوقت الحالي، ولا يُعرف سوى مظهر المدخل الرئيسي إلى المحيط. تشمل التطورات الأخيرة اكتشاف تماثيل عملاقة تزين البوابات أو الأبراج. تلك التي تم العثور عليها تعود إلى عهد رمسيس الثاني. بنى هذا الملك أيضًا ما لا يقل عن ثلاثة مزارات داخل مجمع المعبد، حيث ترتبط العبادة بتلك الآلهة التي كرست لهم.
تُعرض بقايا المعبد الكبير ومبانيه كمتحف في الهواء الطلق بالقرب من تمثال عملاق لرمسيس الثاني، والذي كان يمثل في الأصل المحور الجنوبي للمعبد. يوجد أيضًا في هذا القطاع تمثال كبير أبو الهول، تم اكتشافه في القرن التاسع عشر. يعود تاريخه إلى الأسرة الثامنة عشر، ومن المرجح أنه تم نحته في عهد أمنحتب الثاني أو تحتمس الرابع. إنه أحد أفضل الأمثلة على هذا النوع من التماثيل التي لا تزال موجودة في موقعها الأصلي. يضم المتحف في الهواء الطلق العديد من التماثيل والعملات وأبو الهول والعناصر المعمارية الأخرى. ومع ذلك، فقد تم بيع غالبية الاكتشافات إلى المتاحف الكبرى في جميع أنحاء العالم. بالنسبة للجزء الأكبر، يمكن العثور عليها في المتحف المصري في القاهرة.
المظهر المحدد للمعبد غير واضح في الوقت الحالي، ولا يُعرف سوى مظهر المدخل الرئيسي إلى المحيط. تشمل التطورات الأخيرة اكتشاف تماثيل عملاقة تزين البوابات أو الأبراج. تلك التي تم العثور عليها تعود إلى عهد رمسيس الثاني. بنى هذا الملك أيضًا ما لا يقل عن ثلاثة مزارات داخل مجمع المعبد، حيث ترتبط العبادة بتلك الآلهة التي كرست لهم.

### معبد بتاح رمسيس الثاني
كان هذا المعبد الصغير، المجاور للركن الجنوبي الغربي لمعبد بتاح الأكبر، مخصصًا لرمسيس الثاني المؤلَّف، جنبًا إلى جنب مع آلهة الدولة الثلاثة: حورس وبتاح وآمون. وهو معروف بالكامل بمعبد بتاح رمسيس، محبوب آمون، الإله، حاكم أون.
تم اكتشاف أطلالها في عام 1942 من قبل عالم الآثار أحمد بدوي وتم التنقيب عنها عام 1955 من قبل رودولف أنثيس. كشفت الحفريات عن مبنى ديني مكتمل ببرج، وفناء للقرابين، ورواق به أعمدة تليها قاعة ذات أعمدة وحرم ثلاثي، وكلها محاطة بجدران مبنية من الطوب اللبن. يعود تاريخ شكله الخارجي الأحدث إلى عصر المملكة الحديثة.
انفتح المعبد باتجاه الشرق باتجاه طريق مرصوف محاط بمباني دينية أخرى. تكشف الاستكشافات الأثرية التي جرت هنا أن الجزء الجنوبي من المدينة يحتوي بالفعل على عدد كبير من المباني الدينية مع تكريس خاص للإله بتاح، الإله الرئيسي لمنف.

### معبد بتاح وسخمت رمسيس الثاني
يقع هذا المعبد الصغير في أقصى الشرق، بالقرب من تمثال رمسيس الثاني، وينسب إلى الأسرة التاسعة عشر، ويبدو أنه قد تم تكريسه لبتاح وقرينته الإلهية سخمت، وكذلك رمسيس الثاني. لم يتم الحفاظ على أنقاضه بشكل جيد مثل غيره من الآثار القريبة، حيث يبدو أن أساساته من الحجر الجيري قد تم اقتلاعها بعد هجر المدينة في أواخر العصور القديمة.

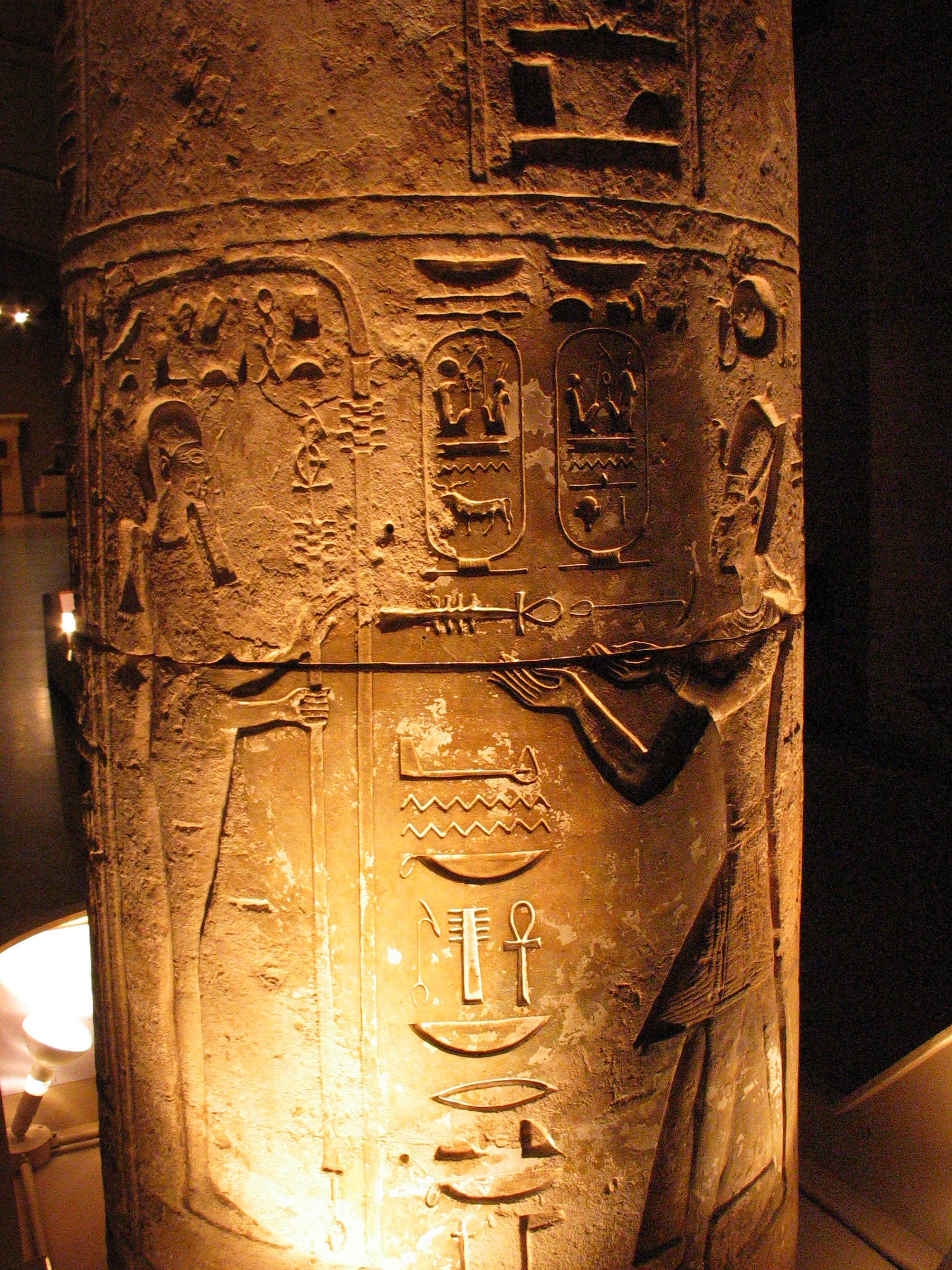
عمود يصور مرنبتاح وهو يقدم قربانًا لبتاح

يعود تاريخ تمثالين عملاقين إلى عصر المملكة الوسطى، وهما يزينان في الأصل واجهة المبنى التي فتحت باتجاه الغرب. تم نقلهم داخل متحف منف، وتصور الملك واقفًا في موقف المسيرة مرتديًا التاج الأبيض لمصر العليا.

### معبد بتاح مرنبتاح
في جنوب شرق مجمع المعبد الكبير، أسس الملك مرنبتاح من الأسرة التاسعة عشرة ضريحًا جديدًا تكريماً للإله الرئيسي للمدينة، بتاح. تم اكتشاف هذا المعبد في أوائل القرن العشرين من قبل فليندرز بيتري، الذي حدده على أنه تصوير للإله اليوناني بروتيوس الذي استشهد به هيرودوت.
تم التنقيب في الموقع خلال الحرب العالمية الأولى بواسطة كلارنس ستانلي فيشر. بدأت الحفريات في الجزء الأمامي الذي يتكون من فناء كبير تبلغ مساحته حوالي 15 مترًا مربعًا، ويفتح من الجنوب باب كبير به نقوش تزود باسم الملك وألقاب بتاح. تم اكتشاف هذا الجزء فقط من المعبد ؛ لم يتم استكشاف ما تبقى من الغرفة بعد في أقصى الشمال قليلاً. خلال أعمال التنقيب، اكتشف علماء الآثار الآثار الأولى لبناء من الطوب اللبن، والذي سرعان ما ثبت أنه قصر احتفالي كبير تم بناؤه بجانب المعبد. تبرعت مصر ببعض العناصر الرئيسية للمعبد الحجري إلى المتحف بجامعة بنسلفانيا، التي مولت البعثة، بينما بقي الآخر في المتحف المصري في القاهرة.
ظل المعبد قيد الاستخدام في جميع أنحاء المملكة الحديثة، كما يتضح من زيادة التسجيل خلال عهود الملوك اللاحقين. بعد ذلك، تم التخلي عنها تدريجياً وتحويلها لاستخدامات أخرى من قبل المدنيين. تُظهر الدراسة الطبقية للموقع، الذي دُفن تدريجيًا بفعل نشاط المدينة، أنه بحلول العصر المتأخر كان بالفعل في حالة خراب وسرعان ما غُطيت بمباني جديدة.

### معبد حتحور

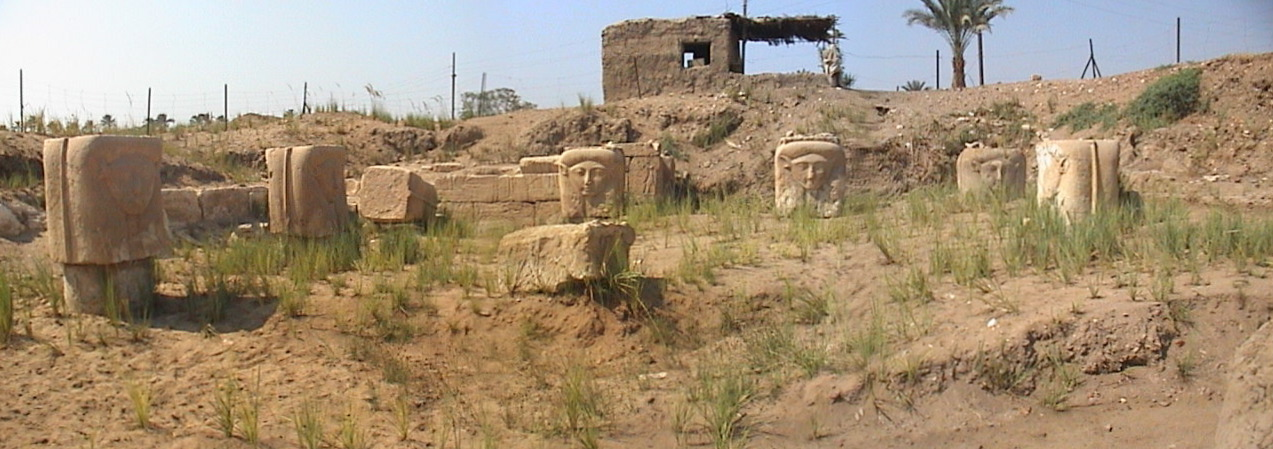
أنقاض معبد حتحور في منف

تم اكتشاف هذا المعبد الصغير لحتحور جنوب سور حوت كا بتاح العظيم بواسطة عبد الله السيد محمود في سبعينيات القرن الماضي، ويعود تاريخه أيضًا إلى زمن رمسيس الثاني. مكرس للإلهة حتحور، سيدة الجميز، يقدم بنية مشابهة للمعبد الصغير-المزارات المعروفة بشكل خاص الكرنك. من أبعاده، لا يبدو أنه مزار رئيسي للإلهة، لكنه حاليًا المبنى الوحيد المخصص لها الذي تم اكتشافه في أنقاض المدينة.
يُعتقد أن هذا الضريح كان يستخدم في المقام الأول لأغراض المواكب خلال الاحتفالات الدينية الكبرى. يُعتقد أن هناك معبدًا أكبر مخصصًا لحتحور، وهو في الواقع أحد الأضرحة الرئيسية للإلهة في البلاد، في مكان آخر بالمدينة، ولكن لم يتم اكتشافه حتى الآن. يمكن أن يشير منخفض، مشابه لذلك الموجود بالقرب من معبد بتاح الكبير، إلى موقعه. يعتقد علماء الآثار أنه يمكن أن يضم بقايا سياج ونصب تذكاري كبير، وهي نظرية شهدتها المصادر القديمة.

### معابد أخرى
وقيل إن معبد الإلهة نيث كان يقع شمال معبد بتاح. لم يتم اكتشافه حتى الآن.
يُعتقد أن منف احتوت على عدد من المعابد الأخرى المخصصة للآلهة التي رافقت بتاح. تم توثيق بعض هذه الأماكن المقدسة من خلال الكتابة الهيروغليفية القديمة، ولكن لم يتم العثور عليها بعد بين أنقاض المدينة. لا تزال عمليات المسح والتنقيب مستمرة في ميت رهينة المجاورة، ومن المرجح أن تضيف إلى المعرفة بتخطيط المدينة الدينية القديمة.

### معابد للآلهة الأجنبية
تم اكتشاف معبد مكرس لـ ميثراس، يعود تاريخه إلى الفترة الرومانية، في أراضي شمال منف. كان معبد عشتروت، الذي وصفه هيرودوت، يقع في المنطقة المخصصة لـ الفينيقيين في الوقت الذي زار فيه المؤلف اليوناني المدينة، لكن لم يتم اكتشافه حتى الآن.

#### معبد سخمت
لم يتم بعد العثور على معبد مخصص للإلهة سخمت، زوجة بتاح، ولكن تم اعتماده حاليًا من قبل مصادر مصرية. لا يزال علماء الآثار يبحثون عن رفات. قد يكون موجودًا داخل منطقة حوت كا بتاح، كما يبدو أنه يوحي بالعديد من الاكتشافات التي تم إجراؤها بين أنقاض المجمع في أواخر القرن التاسع عشر الميلادي، بما في ذلك كتلة من الحجر تستحضر «الباب الكبير» بلقب الإلهة،  وعمود عليه نقش باسم رمسيس الثاني يعلنه «حبيب سخمت». كما تم توضيح ذلك من خلال بردية هاريس العظيم، التي تنص على أن تمثالًا للإلهة قد صنع إلى جانب تمثال بتاح وابنهما، الإله نفرتم، في عهد رمسيس الثالث، وأنه كلف لآلهة منف في قلب المعبد الكبير.

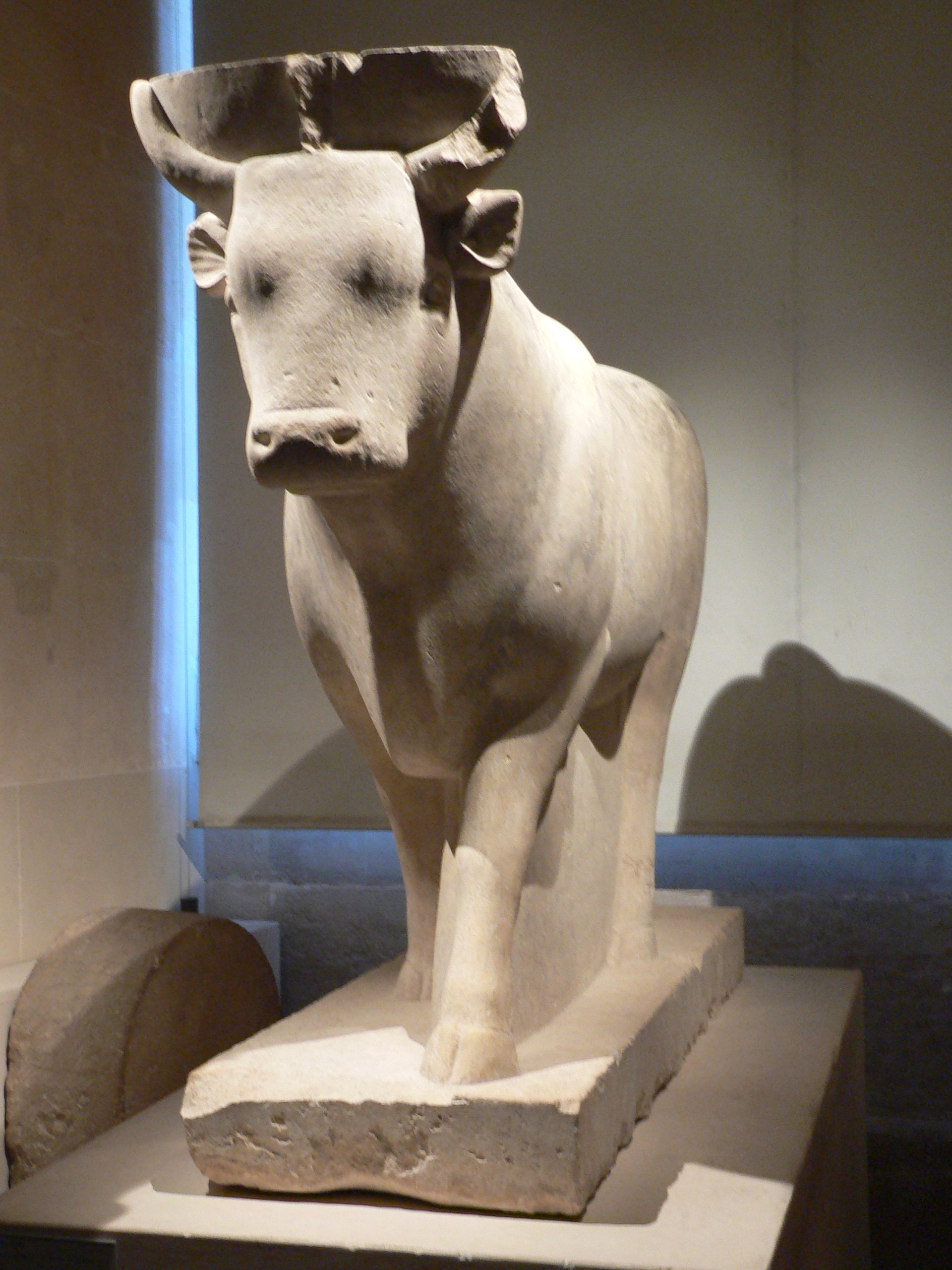
تمثال للثور المقدس، آبيس، تم العثور عليه في سرابيوم سقارة.

#### معبد آبيس
كان معبد آبيس في منف هو المعبد الرئيسي المخصص لعبادة الثور آبيس، والذي يعتبر مظهرًا حيًا لبتاح. تم تفصيله في أعمال المؤرخين الكلاسيكيين مثل هيرودوت وديودوروس وسترابو، لكن لم يتم اكتشاف موقعه بعد وسط أنقاض العاصمة القديمة. وفقًا لهيرودوت، الذي وصف فناء المعبد بأنه محيط من الأعمدة ذات التماثيل العملاقة، فقد تم بناؤه في عهد إبسماتيك الأول. زار المؤرخ اليوناني سترابو الموقع مع القوات الرومانية الغازية بعد الانتصار على كليوباترا في معركة أكتيوم. ويوضح أن المعبد يتكون من غرفتين، واحدة للثور والأخرى لأمه، وكلها بنيت بالقرب من معبد بتاح. في المعبد، تم استخدام أبيس كـ وسيط الوحي، حيث تم تفسير تحركاته على أنها نبوءات. كان يعتقد أن أنفاسه تشفي من المرض، وأن وجوده يبارك من حوله بالرجولة. بنيت نافذة في المعبد يمكن رؤيته من خلالها، وفي بعض الإجازات كان يقوده الكهنة في شوارع المدينة مزينًا بالمجوهرات والزهور.
في عام 1941 اكتشف عالم الآثار أحمد بدوي أول بقايا في ممفيس تصور الإله آبيس. تم الكشف عن أن الموقع، الواقع داخل أراضي معبد بتاح الكبير، كان عبارة عن غرفة جنائزية مصممة حصريًا لتحنيط الثور المقدس. تظهر لوحة تذكارية وجدت في سقارة أن نختنبو الثاني قد أمر بترميم هذا المبنى، وتم اكتشاف عناصر مؤرخة من الأسرة المصرية الثلاثين في الجزء الشمالي من غرفة تؤكد وقت إعادة البناء في هذا الجزء من المعبد. من المحتمل أن تكون أماكن الدفن الجنائزية جزءًا من معبد أبيس الأكبر الذي استشهدت به المصادر القديمة. سيكون هذا الجزء المقدس من المعبد هو الجزء الوحيد الذي نجا، وسيؤكد كلمات سترابو وديودوروس، وكلاهما ذكر أن المعبد يقع بالقرب من معبد بتاح.

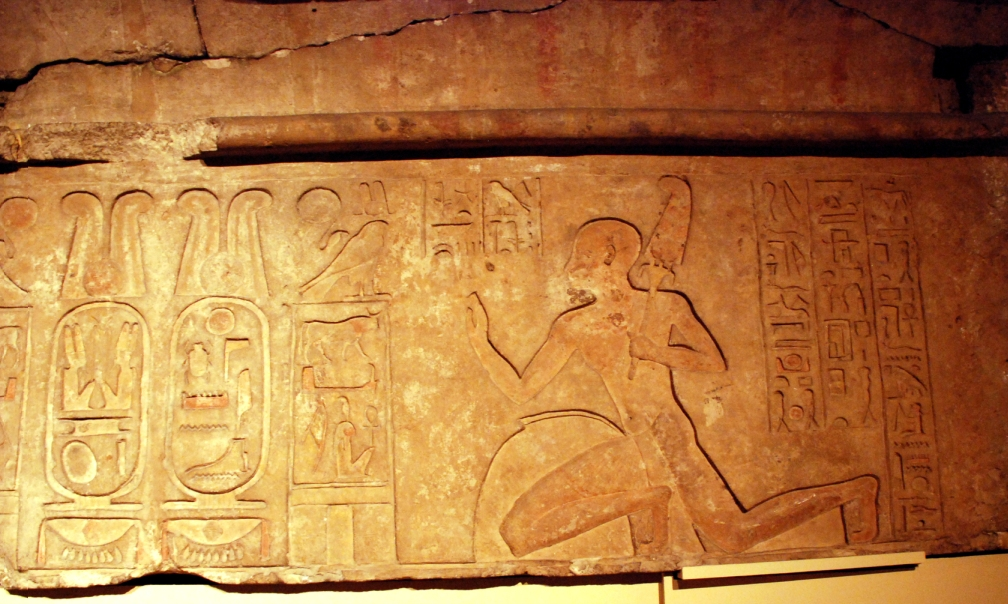
عنخفنموت يركع أمام الخرطوشة الملكية لسي آمون، على عتبة من معبد آمون في منف

تأتي غالبية تماثيل آبيس المعروفة من غرف الدفن المعروفة باسم السيرابيوم، وتقع في الشمال الغربي في سقارة. تعود أقدم المدافن التي تم العثور عليها في هذا الموقع إلى عهد أمنحتب الثالث.

#### معبد آمون
خلال الأسرة الحادية والعشرين، تم بناء ضريح للإله العظيم آمون من قبل سي آمون إلى الجنوب من معبد بتاح. كان هذا المعبد (أو المعابد) على الأرجح مكرسًا لـ ثالوث طيبة، الذي يتألف من آمون وزوجته موت وابنهما خونسو. كانت النظير في مصر العليا لثلاث ممفيس (بتاح، سخمت، ونفرتم).

#### معبد آتون
معبد مكرس لـ آتون في ممفيس تشهد عليه الكتابة الهيروغليفية الموجودة داخل مقابر كبار الشخصيات في ممفيس في نهاية الأسرة الثامنة عشرة، تم اكتشافها في سقارة. من بينهم، توت عنخ آمون، الذي بدأ حياته المهنية في عهد والده أخناتون، بصفته "خادمًا لمعبد آتون في منف.
منذ الحفريات المبكرة في منف في أواخر القرن التاسع عشر وأوائل القرن العشرين الميلادي، تم اكتشاف قطع أثرية في أجزاء مختلفة من المدينة تشير إلى وجود مبنى مخصص لعبادة قرص الشمس، آتون. تم فقد موقع هذا المبنى، وتم وضع فرضيات مختلفة حول هذا الموضوع بناءً على مكان اكتشاف بقايا معالم حقبة العمارنة.

### تماثيل رمسيس الثاني

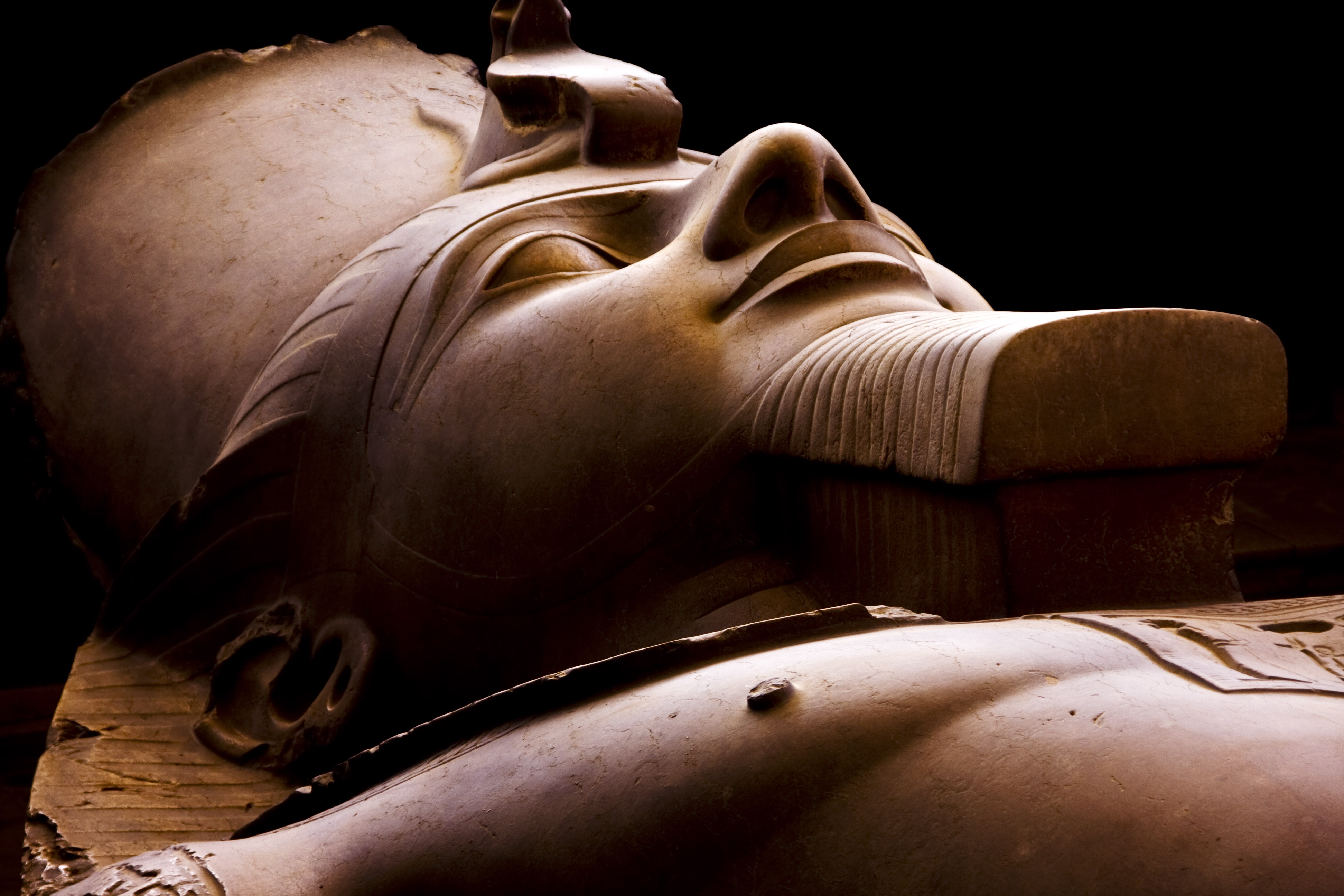
تمثال رمسيس الثاني في المتحف المفتوح

أسفرت آثار منف القديمة عن عدد كبير من المنحوتات التي تمثل رمسيس الثاني.
داخل المتحف في منف يوجد تمثال عملاق له منحوت من الحجر الجيري الضخم بطول حوالي 10 أمتار. تم اكتشافه في عام 1820 بالقرب من البوابة الجنوبية لمعبد بتاح من قبل عالم الآثار الإيطالي جيوفاني كافيجليا. نظرًا لانقطاع قاعدة وأقدام التمثال عن باقي الجسم، يتم عرضه حاليًا مستلقياً على ظهره. لا تزال بعض الألوان محفوظة جزئيًا، لكن جمال هذا التمثال يكمن في تفاصيله الخالية من العيوب للأشكال المعقدة والدقيقة لتشريح الإنسان. الملك يلبس تاج مصر العليا الأبيض.
عرض كافيجليا إرسال التمثال إلى دوق توسكانا الأكبر، ليوبولد الثاني، من خلال وساطة ايبوليتو روزليني. نصح روسيليني الملك بالنفقات الرهيبة التي ينطوي عليها النقل، واعتبر أنه من الضروري تقطيع العملاق إلى قطع. عرض والي مصر والسودان محمد علي باشا التبرع بها إلى المتحف البريطاني، لكن المتحف رفض العرض بسبب المهمة الصعبة المتمثلة في شحن التمثال الضخم إلى لندن. لذلك بقيت في المنطقة الأثرية لمنف في المتحف الذي شيد لحمايتها.
كان هذا التمثال أحد الزوجين اللذين زينا تاريخياً المدخل الشرقي لمعبد بتاح. الآخر، الذي عثر عليه في نفس العام أيضًا من قبل كافيجليا، تم ترميمه في الخمسينيات من القرن الماضي إلى ارتفاعه الكامل البالغ 11 مترًا. عُرض لأول مرة في ميدان باب الحديد في القاهرة، والذي أعيد تسميته فيما بعد بميدان رمسيس. نظرًا لكونه موقعًا غير مناسب، تم نقله في عام 2006 إلى مكان مؤقت في الجيزة، حيث تم ترميمه قبل تثبيته عند مدخل المتحف المصري الكبير في يناير 2018. نسخة طبق الأصل من التماثيل تقف في إحدى ضواحي القاهرة، مصر الجديدة.

### مقبرة منف

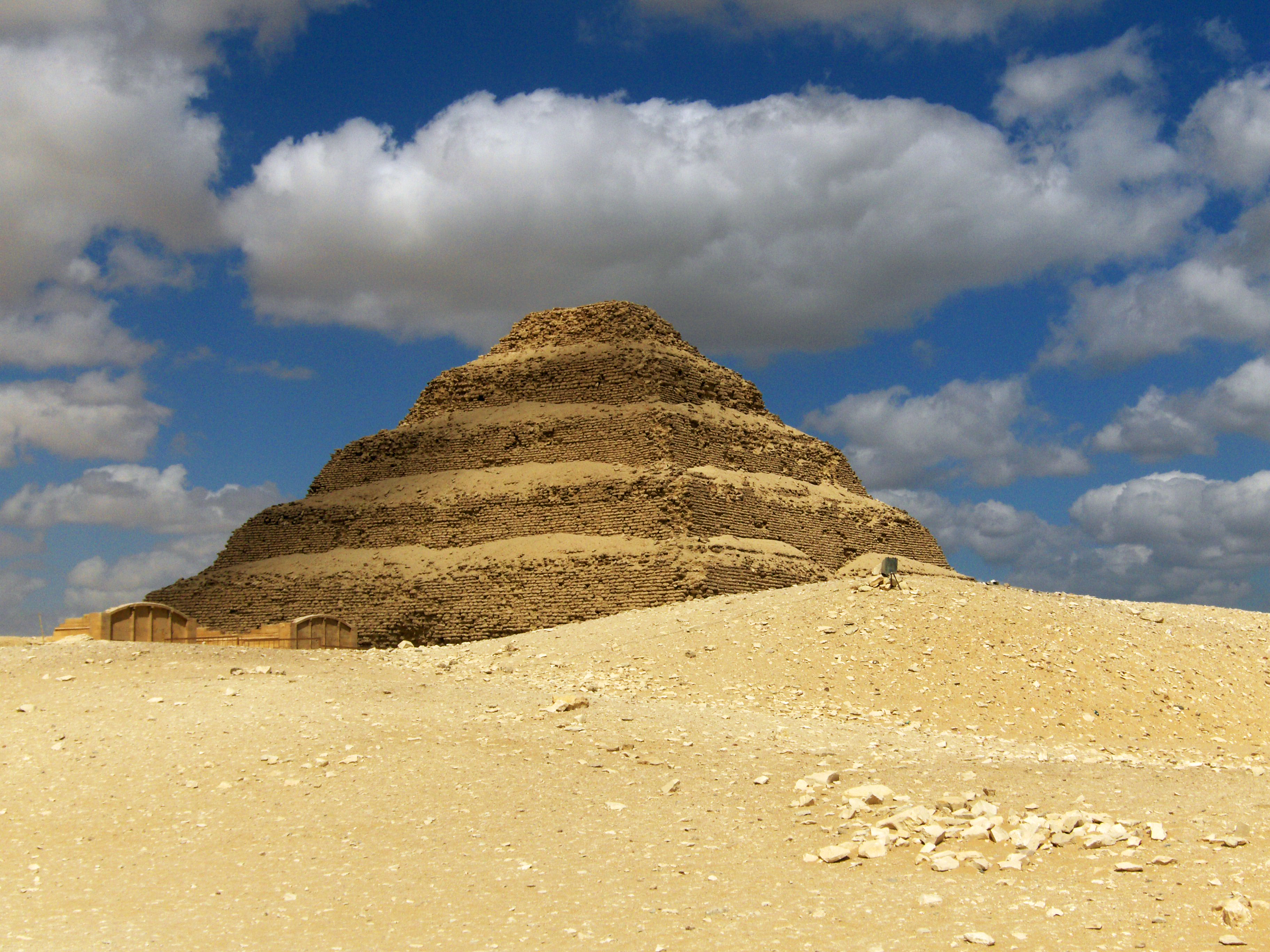
المتدرج الشهير هرم زوسر في سقارة، مقبرة منف

نظرًا لعصورها القديمة وكثرة عدد سكانها، كان لمنف عدة مقابر منتشرة على طول الوادي، أشهرها سقارة. بالإضافة إلى ذلك، كانت المنطقة الحضرية تتكون من مقابر شيدت إلى الغرب من المعبد الكبير. جذبت قداسة هذه الأماكن حتمًا المتدينين والمؤمنين الذين سعوا إما لتقديم قربان ل أوزوريس أو لدفن آخر.
كان الجزء من المدينة المسمى «عنخ تاوي» مدرجًا بالفعل في مقبرة الدولة الوسطى. قام ملوك الأسرة الثانية والعشرين بتوسيع القطاع الغربي لمعبد بتاح، سعياً منهم لإحياء المجد الماضي لعصر الرعامسة. ضمن هذا الجزء من الموقع تم إنشاء مقبرة لكبار الكهنة.
ووفقًا للمصادر، فقد تضمن الموقع أيضًا معبدا صغيرا أو مصلى للإلهة باستيت، وهو ما يبدو متسقًا مع وجود آثار حكام السلالة بعد عبادة بوباستيس. في هذه المنطقة أيضًا كانت المعابد الجنائزية مكرسة من قبل العديد من ملوك المملكة المصرية الحديثة، والتي يوازي وظيفتها علماء المصريات تلك التي لعبها المعابد الجنائزية ملوك طيبة.

### القصور الملكية
كانت منف مقراً للسلطة لملوك أكثر من ثمانية أسر. وفقًا لمانيتون، تم إنشاء أول قصر ملكي على يد حور عحا، خليفة نارمر، مؤسس الأسرة المصرية الأولى. قام ببناء حصن في منف من الجدران البيضاء. تحكي المصادر المصرية عن قصور حكام المملكة المصرية القديمة، والتي تم بناء بعضها تحت الأهرامات الملكية الكبرى. كانت هائلة الحجم، وزينت بالحدائق والبحيرات. بالإضافة إلى ذلك القصور الموصوفة أدناه، تشير مصادر أخرى إلى وجود قصر أسسه في المدينة تحتمس الأول، والذي كان لا يزال يعمل في عهد تحتمس الرابع.

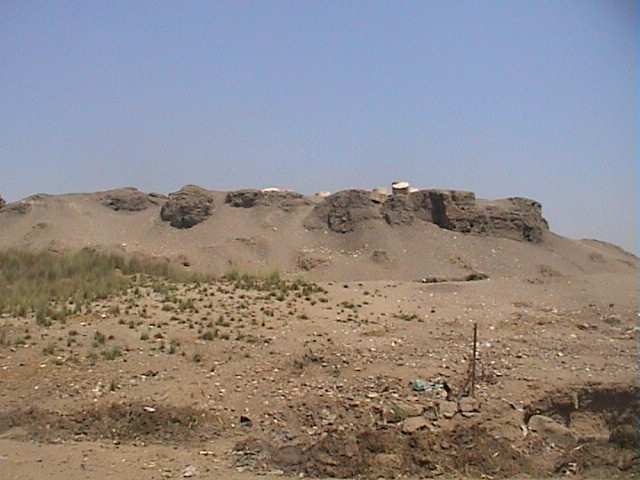
أنقاض قصر أبريس المطل على منف

وفقًا للنصوص الرسمية لحكمه، أمر مرنبتاح ببناء سياج كبير محاط بسور يضم معبدًا جديدًا وقصرًا مجاورًا. لاحقًا أبريس، كان لديه مجمع فخم شيد في كوم تومان على نتوء يطل على المدينة. كان جزءًا من سلسلة من الهياكل التي بنيت داخل منطقة المعبد في العصر المتأخر، وتحتوي على قصر ملكي وقلعة وثكنات ومستودعات أسلحة. فلندرز بيتري حفر في المنطقة ووجد علامات كبيرة على النشاط العسكري.

### مباني أخرى
كانت القصور والمعابد ذات الموقع المركزي محاطة بأحياء مختلفة من المدينة، حيث كان هناك العديد من ورش الحرفيين، والترسانات، وأحواض بناء السفن. كانت هناك أيضًا أحياء سكنية، كان يسكنها الأجانب بشكل أساسي - أولاً الحيثيين والفينيقيين، ثم الفرس، وأخيراً اليونانيين. كانت المدينة بالفعل تقع على مفترق طرق التجارة وبالتالي جذبت البضائع المستوردة من مناطق مختلفة من البحر الأبيض المتوسط.
تؤكد النصوص القديمة أن التطور على مستوى المدينة حدث بانتظام. علاوة على ذلك، هناك أدلة على أن النيل قد تحول على مر القرون إلى الشرق، تاركًا أراضٍ جديدة لتحتلها في الجزء الشرقي من العاصمة القديمة. سيطر على هذه المنطقة من المدينة البوابة الشرقية الكبيرة لمعبد بتاح.

## الحسابات التاريخية والاستكشاف
اشتهر موقع ممفيس منذ العصور القديمة، وقد ورد ذكره في العديد من المصادر القديمة، بما في ذلك المصادر المصرية والأجنبية. توضح السجلات الدبلوماسية الموجودة في مواقع مختلفة بالتفصيل المراسلات بين المدينة ومختلف الإمبراطوريات المعاصرة في البحر الأبيض المتوسط، الشرق الأدنى القديم، وأفريقيا. وتشمل هذه على سبيل المثال رسائل تل العمارنة، التي توضح تفاصيل التجارة التي أجرتها منف مع ملوك بابل ومختلف دول المدن في لبنان. تنص تصريحات الملوك الآشوريين اللاحقين على مدينة منف ضمن قائمة الفتوحات.

### الاستكشاف المبكر

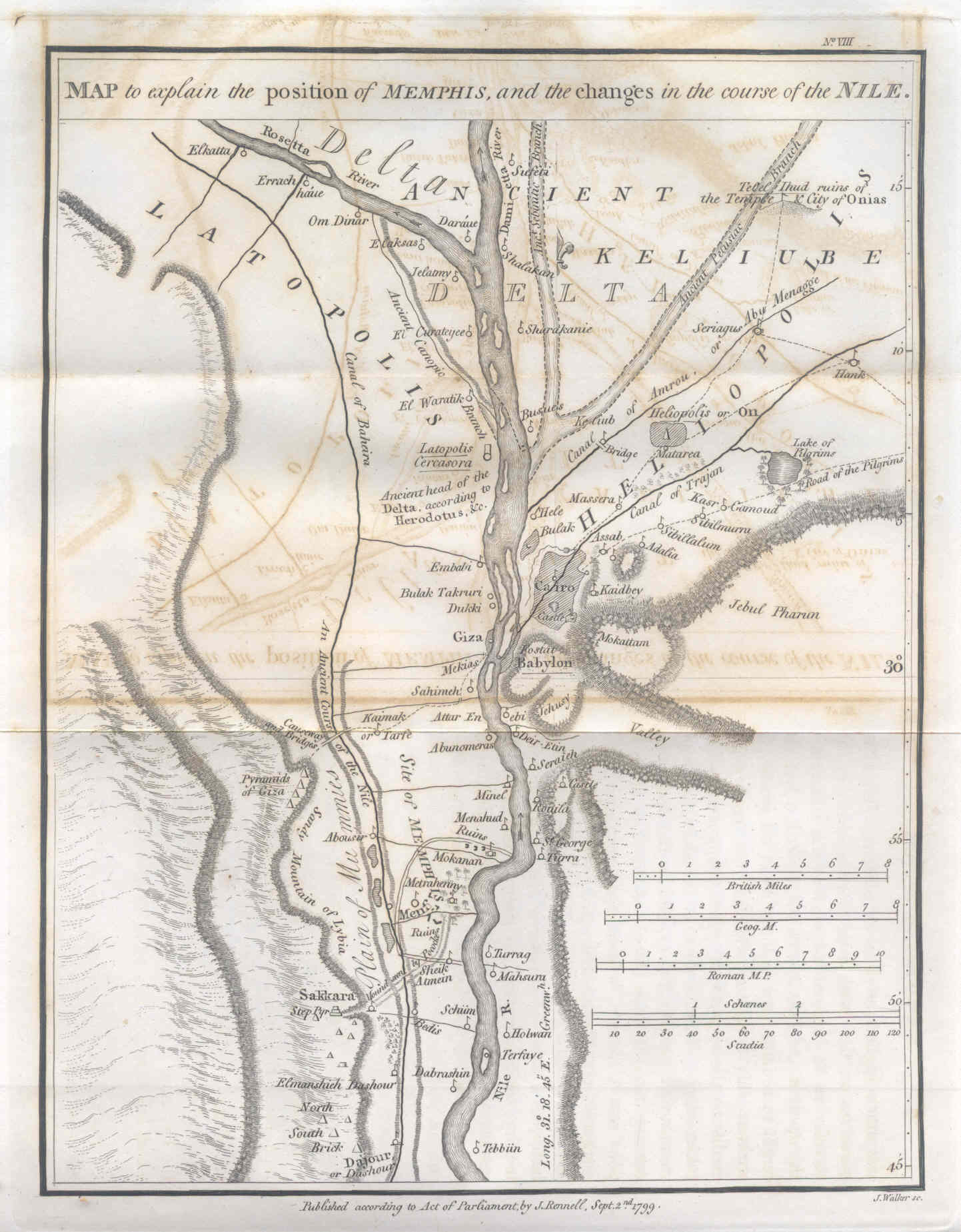
خريطة جيمس رينيل لمنف والقاهرة في عام 1799، والتي تُظهر التغييرات في مسار نهر النيل

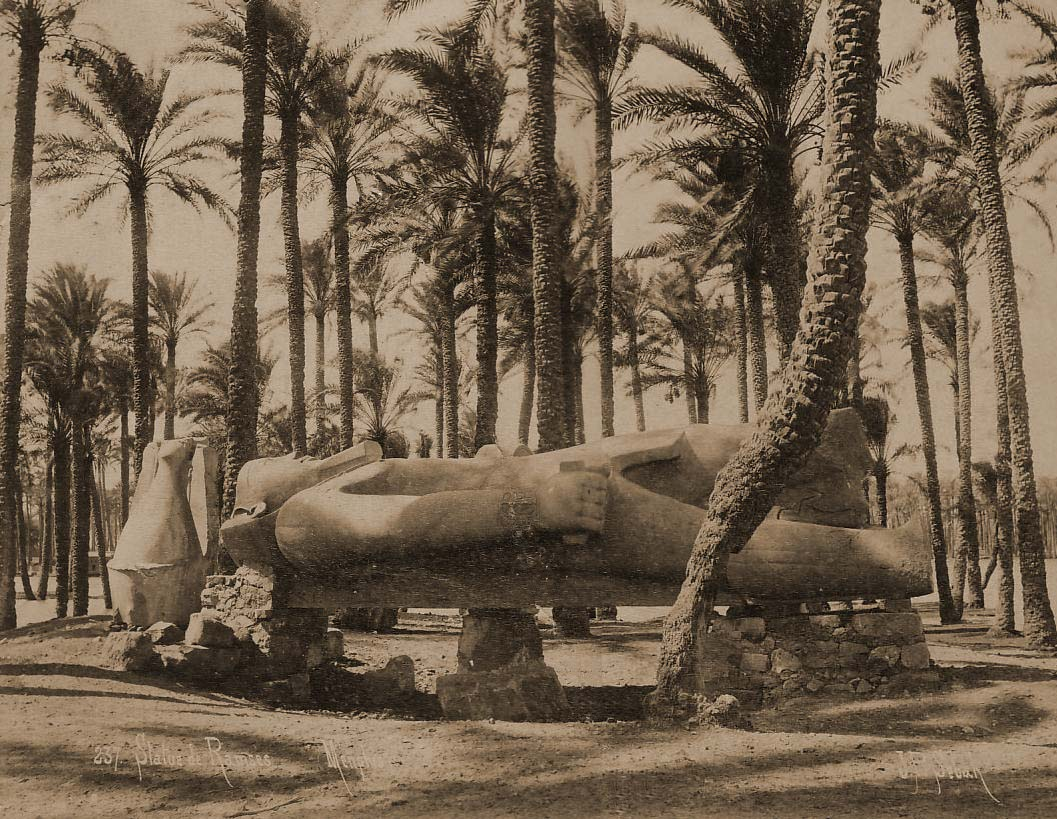
تمثال رمسيس الثاني، اكتشفه جوزيف هيكيكيان في منف

## المتحف المكشوف في ميت رهينة

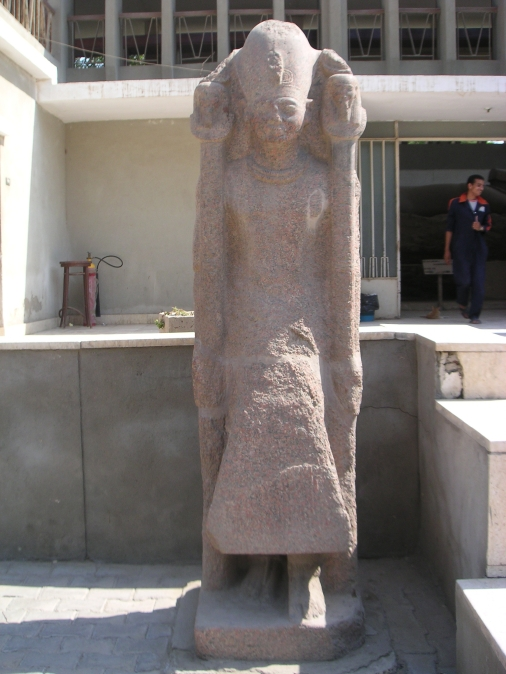
تمثال رمسيس الثاني عند مدخل المتحف.
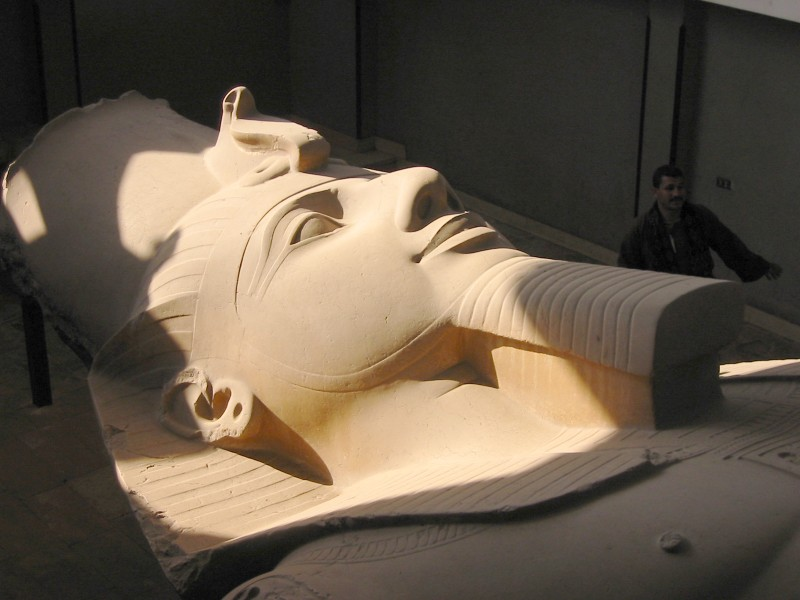
تمثال رمسيس الثاني المنبطح على الأرض
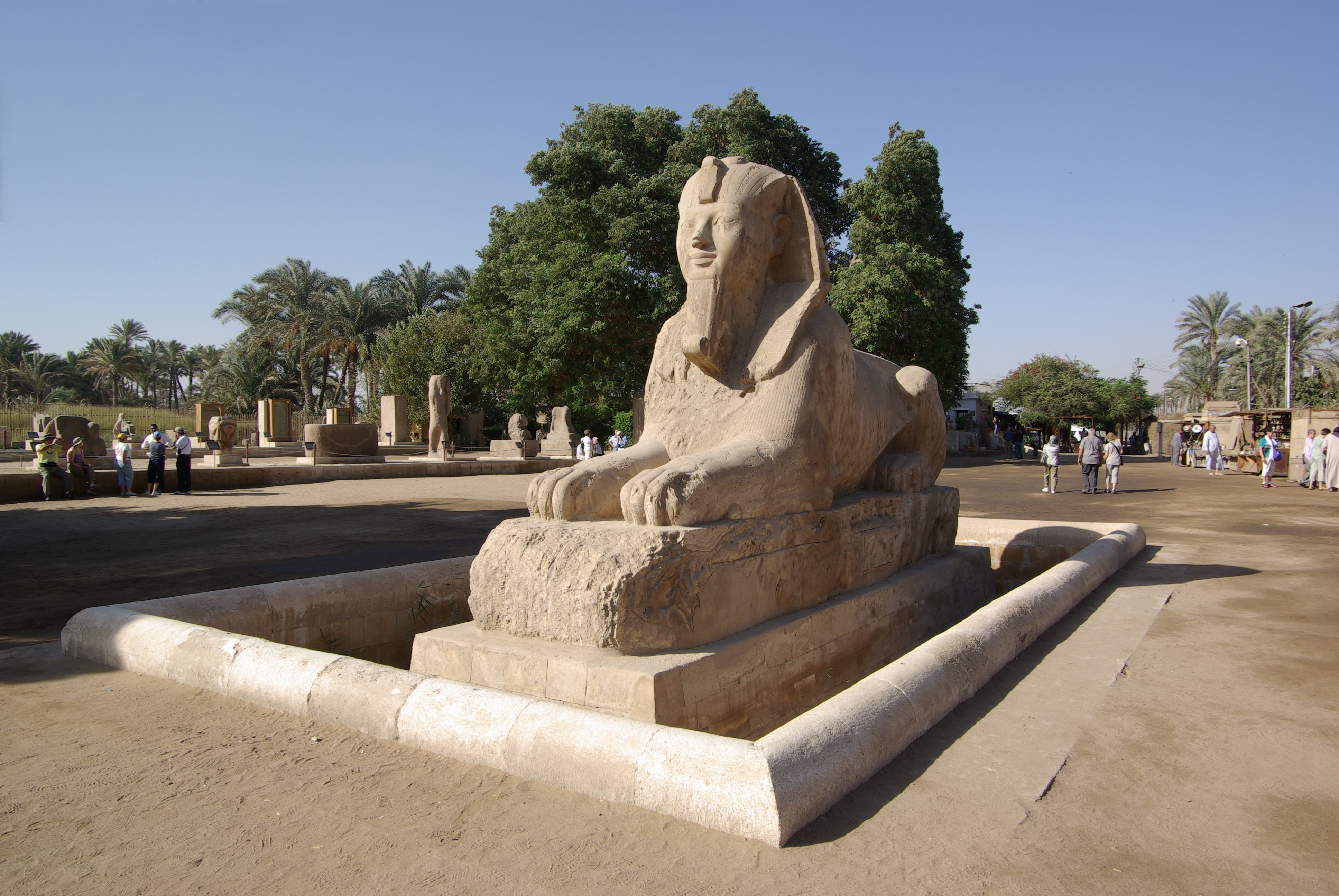
أبو الهول الصغير في ممفيس
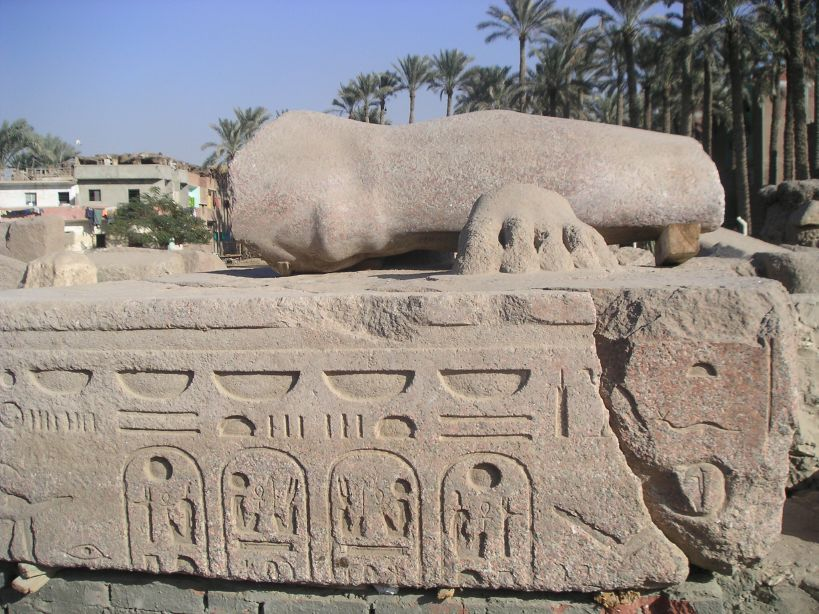
أجزاء من تمثال رمسيس الثاني المنبطح، في معبد بتاح بمنف